# Lindau (Bodensee)
Lindau (Bodensee) (ⓘ, alemannisch: Lindau/Lindou oder Linda/Linde; früher Lindau im Bodensee) ist eine deutsche Mittelstadt im Südwesten von Bayern. Der historische Stadtkern der ehemaligen Reichsstadt mit der Maximilianstraße im Zentrum liegt auf einer Insel im östlichen Teil des Bodensees. Die Insel ist durch eine Straßenbrücke und den Lindauer Eisenbahndamm mit den Stadtteilen auf dem Festland verbunden. Lindau ist eine Große Kreisstadt und der Verwaltungssitz des gleichnamigen Landkreises im bayerischen Regierungsbezirk Schwaben. Wahrzeichen sind ein Leuchtturm und eine Löwenfigur am Bodensee-Hafen. Die Stadt ist, auch wegen ihrer Lage in der Nähe zu Österreich und der Schweiz, Ziel vieler Touristen. Seit den 1950er Jahren finden dort regelmäßige Treffen von Nobelpreisträgern mit Nachwuchswissenschaftlern statt.

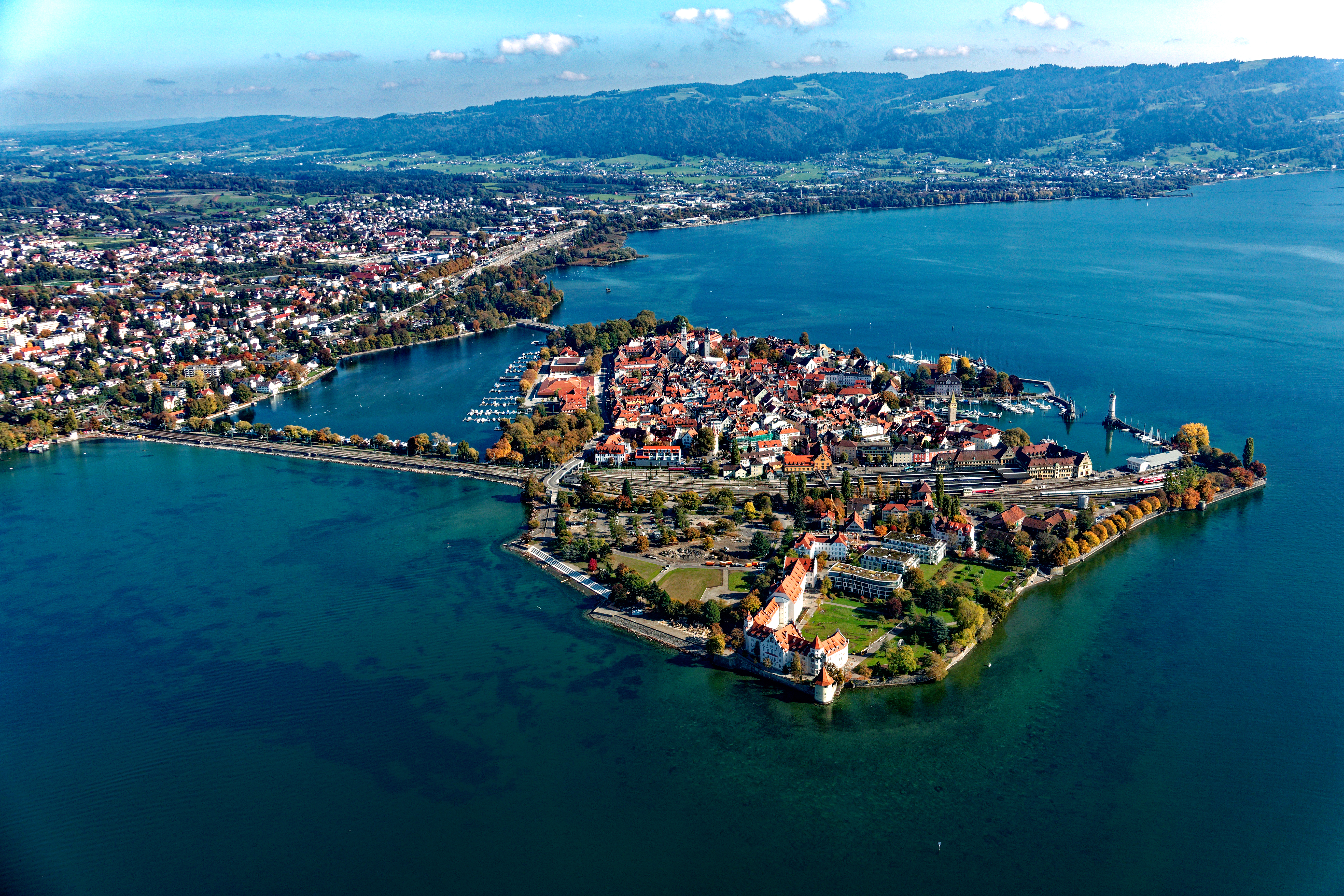
Die Insel von Lindau im Bodensee (Altstadt), dahinter im Mittelgrund am See die österr. Stadt Bregenz mit dem gemeinsamen Hausberg Pfänder, im Hintergrund die Alpen

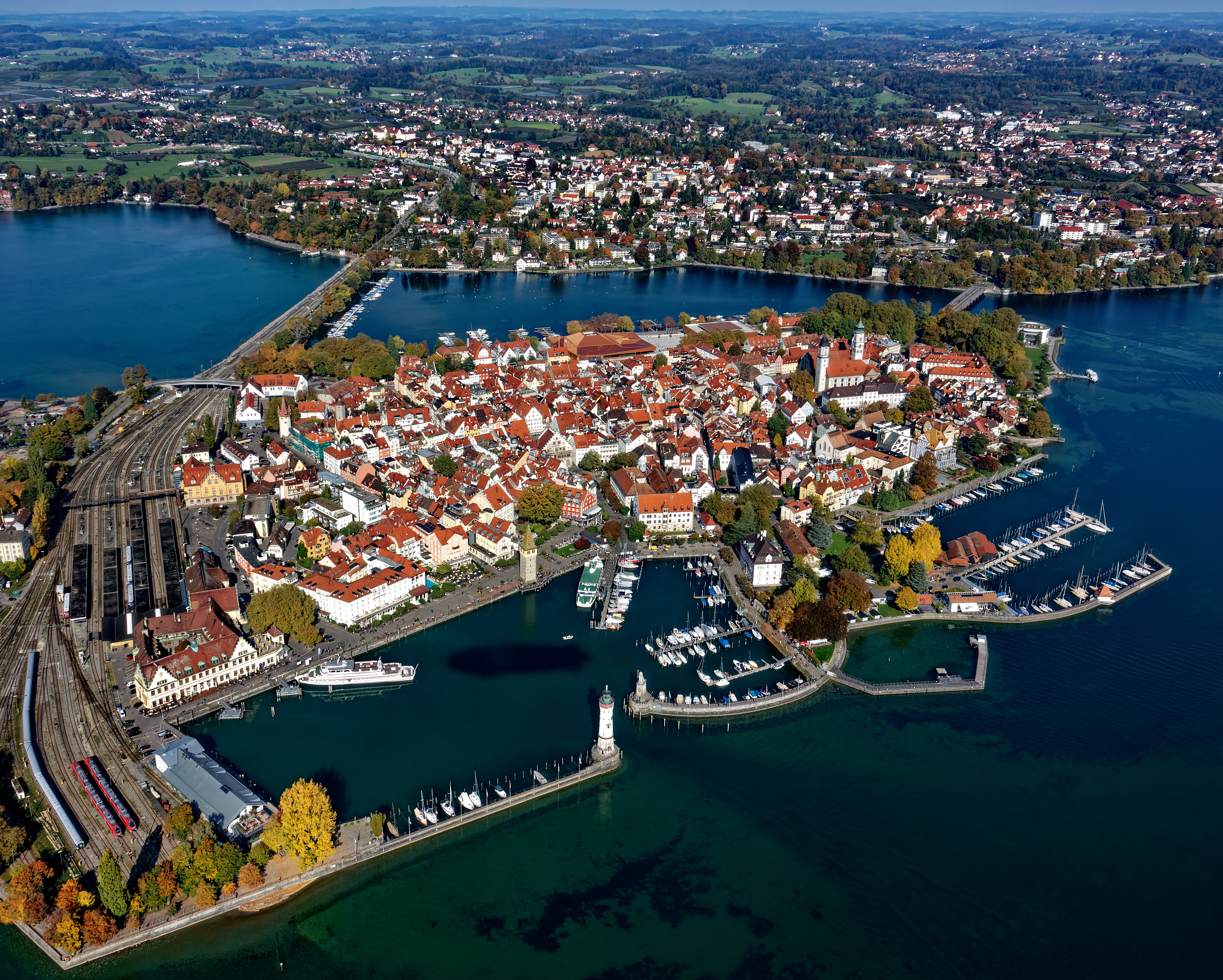
Hafen und Stadt Lindau

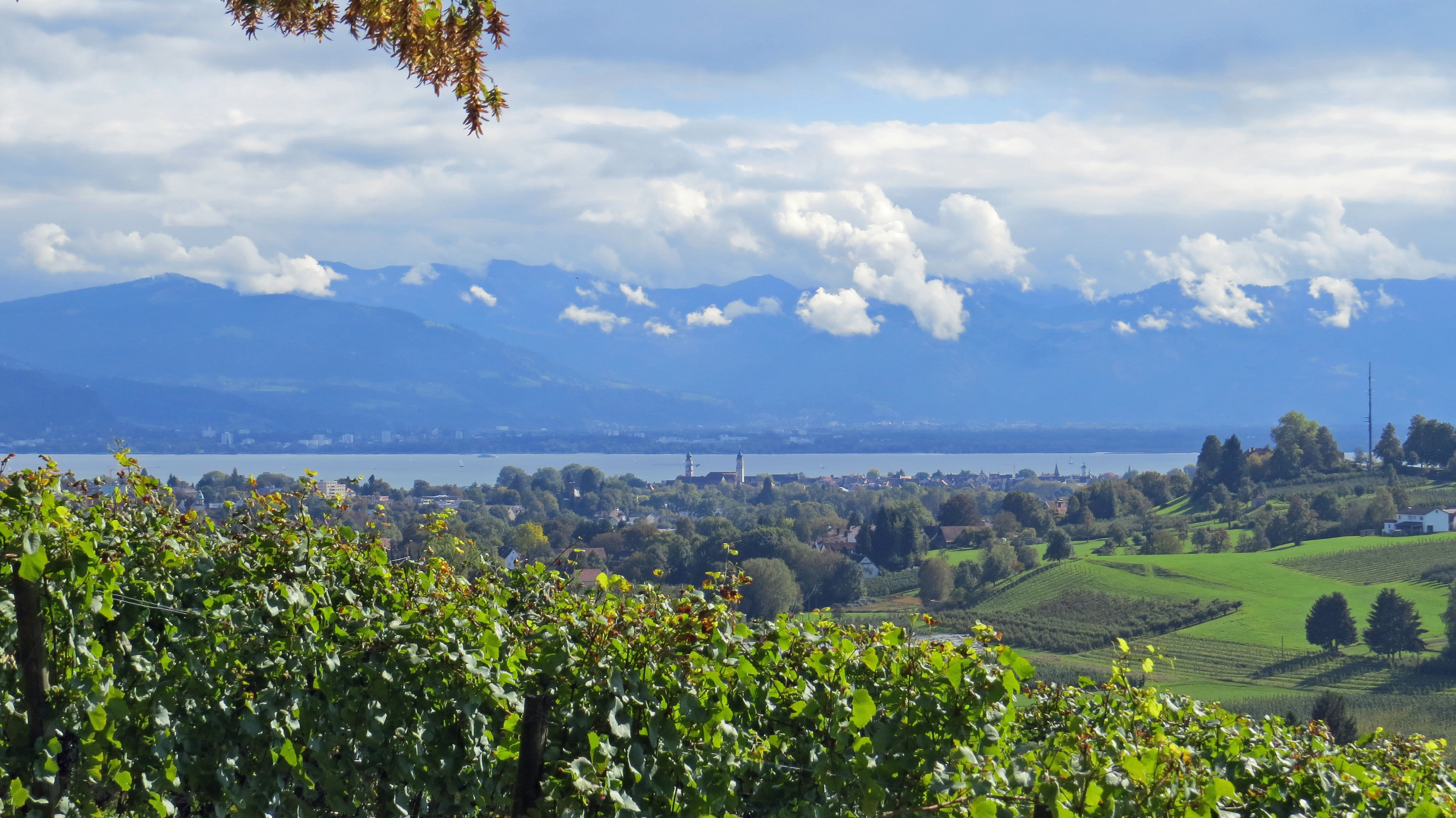
Lindau (Bodensee) von Nordwesten

## Geographie

### Überblick
Lindau ist die größte Stadt im Argengau. Die historische Altstadt liegt im Stadtteil Insel, die eine Fläche von 0,69 km² hat und etwa 2830 Einwohner zählt. Die Einwohnerzahl der Insel war schon wesentlich höher; bei der Volkszählung von 1900 beispielsweise wurde sie mit 5853 ermittelt. Die Insel bestand ehemals aus drei Teilinseln (Hintere Insel, Hauptinsel und Burg/Römerschanze), im Jahr 1968 wurde der Parkplatz P5 auf der Hinteren Insel aufgeschüttet. Die Insel ist durch den Eisenbahndamm und die Straßenbrücke mit dem Festland verbunden.
Zu Lindau gehört auch die kleine Insel Hoy, die in den 1920er Jahren als künstliche Badeinsel angelegt wurde. Des Weiteren gibt es einen Gneisblock im flachen Wasser, etwa 40 Meter von der sogenannten Hinteren Insel (Teil westlich des Bahndamms; auch „Westliche Insel“ genannt) entfernt, der Hexenstein genannt wird. Dieser gehört nicht mehr zum Stadtgebiet.
Der südliche Teil des Stadtgebietes ist entlang der Uferlinie relativ dicht bebaut. Außerhalb dieser Siedlungsfläche liegen im nördlichen Teil eingemeindete Dörfer, von denen Ober- und Unterreitnau die größten sind. Das Gebiet wird vorwiegend landwirtschaftlich genutzt, wobei der Obstbau weite Teile dominiert; die Wiesen und Anbauflächen werden von Waldflächen durchbrochen.
Allein mit den festländischen Gemeindeteilen Schachen, Aeschach, Reutin und Zech (von West nach Ost) verfügt die Stadt Lindau über mehr als 12 km Bodenseeufer. Die natürliche Uferform des Bodensees im Lindauer Bereich ist ein Schilfgürtel, gefolgt von Feuchtwiesen und ansteigendem festem Gelände.

### Geologie
Das Stadtgebiet ist geprägt durch glaziale Umformungen der Würmeiszeit. Naturräumlich gehört der südliche, ufernahe Teil des Stadtgebietes zum Bodenseebecken, das nordwestliche Gebiet um Ober- und Unterreitnau dagegen zum Westallgäuer Hügelland. Im südöstlichen Teil des Lindauer Stadtgebiets können nacheiszeitliche Seeablagerungen ausgemacht werden.
Im Norden der Stadt finden sich vielfach Jungmoränen mit Drumlins, im Norden wurde ein Drumlinfeld vom Bayerischen Landesamt für Umwelt als Geotop ausgewiesen, ebenso ein Findling in Hochbuch.
Den Übergang vom Bodenseebecken im Süden zum Drumlin-Hügelland im Norden bilden Schotterterrassen und Moränenwälle.

### Hydrologie
Im Stadtgebiet münden fünf Bäche in den Bodensee (Nennung von West nach Ost): Giebelbach, Oberreitnauer Ach, Rickenbach/Oberreutiner Tobelbach, der sich in seinem Unterlauf teilt, sowie die Leiblach, welche die Staatsgrenze zu Österreich bildet. Die Oberreitnauer Ach speist sich unter anderem aus den orographisch linken Zuflüssen Motzacher Tobelbach und Wolfsbach; im äußersten Nordwesten durchfließt der Nonnenbach das Stadtgebiet. Ebenfalls auf dem Stadtgebiet liegen die folgenden größeren Weiher: Köchlinweiher (Reutin), Sägtobelweiher und Oberer/Mittlerer Klosterweiher (bei Heimesreutin) und der Aspachweiher bei Oberreitnau. Lindau verfügt außerdem über einen kleinen Anteil am Degersee.

### Klima

Niederschlagsdiagramm

Der Jahresniederschlag beträgt 1420 mm und liegt damit im oberen Zehntel der von den Messstellen des Deutschen Wetterdienstes erfassten Werte. Über 96 % der statistisch erfassten Orte zeigen niedrigere Werte an. Der trockenste Monat in Lindau ist der Februar. Am meisten regnet es im Juni, der im Durchschnitt 2,2-mal mehr Niederschlag aufweist als der Monat Februar. Die jahreszeitlichen Niederschlagsschwankungen liegen im oberen Drittel aller statistisch erfassten Orte. In über 98 % dieser Orte schwankt der monatliche Niederschlag weniger als in Lindau.

### Nachbargemeinden

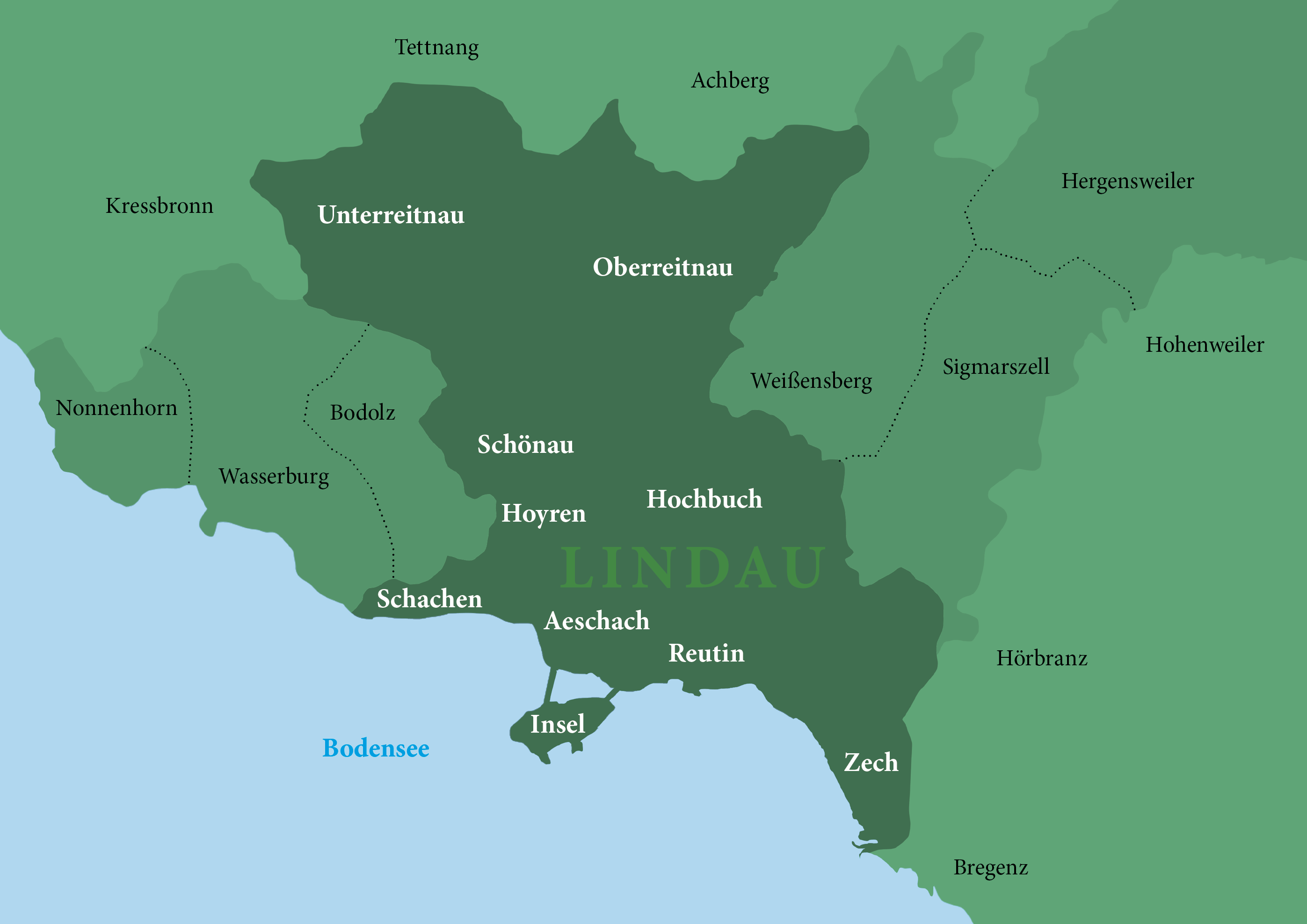
Gemeindeteile und Nachbargemeinden der Stadt Lindau

Im Süden grenzt das Stadtgebiet an den Bodensee. Die Nachbargemeinden im Uhrzeigersinn von West nach Ost:
- Wasserburg (Landkreis Lindau)
- Bodolz (Landkreis Lindau)
- Kressbronn (Bodenseekreis, Baden-Württemberg)
- Tettnang (Bodenseekreis, Baden-Württemberg)
- Achberg (Landkreis Ravensburg, Baden-Württemberg)
- Weißensberg (Landkreis Lindau)
- Sigmarszell (Landkreis Lindau)
- Hörbranz (Bezirk Bregenz, Vorarlberg, Österreich)

Unter den Nachbargemeinden liegen Wasserburg und Kressbronn im Westen und Hörbranz im äußersten Osten ebenfalls am Bodensee.
Die Grenze zur österreichischen Gemeinde Hörbranz ist die Flussmitte der Leiblach.
Die im Westen liegende Gemeinde Wasserburg grenzt in zwei Abschnitten an Lindau, unterbrochen durch die Gemeinde Bodolz. Im südlichen Abschnitt, am Bodensee, grenzt Lindau mit seinem Gemeindeteil Schachen an den Wasserburger Gemeindeteil Reutenen; im nördlichen Abschnitt grenzt Lindau mit seinem Gemeindeteil Unterreitnau an den Wasserburger Gemeindeteil Hengnau.

### Gemeindegliederung
Das Stadtgebiet umfasst die eigentliche Kernstadt Lindau, die teilweise wiederum aus ehemaligen Gemeinden besteht, und eingemeindeten Dörfern außerhalb des städtischen Siedlungsgefüges. Größere Gemeindeteile, die infrastrukturelle Funktionen übernehmen und etwa eine Grundschule beherbergen, sind fett gekennzeichnet. Insgesamt gehören 48 Gemeindeteile zur Stadt Lindau.
Stadtteile
| Nr. | Stadtteile                | Bevölkerung Volkszählung 25. Mai 1987 |
| --- | ------------------------- | ------------------------------------- |
| 1   | Aeschach (mit Giebelbach) | 4.379                                 |
| 2   | Bad Schachen              | 1.261                                 |
| 3   | Degelstein                | 0.274                                 |
| 4   | Hochbuch                  | 1.074                                 |
| 5   | Hoyren                    | 1.456                                 |
| 6   | Oberreutin                | 1.660                                 |
| 7   | Reutin                    | 4.185                                 |
| 8   | Rickenbach                | 0.226                                 |
| 9   | Schönau                   | 0.316                                 |
| 10  | Insel                     | 2.755                                 |
| 11  | Wannent(h)al              | 1.323                                 |
| 12  | Zech                      | 1.798                                 |
|     | Lindau                    | 23.6190                               |

Weitere Gemeindeteile
Die wichtigsten Gemeindeteile außerhalb der Kernstadt sind die Pfarrdörfer Oberreitnau (1255 Einwohner per 1987) und Unterreitnau (120 Einwohner). Kleinere Dörfer im Gemeindegebiet sind Bechtersweiler, Eggatsweiler, Heimesreutin, Höhenreute, Hörbolz, Motzach, Niederhaus, Oberhochsteg, Oberrengersweiler, Rengersweiler, Rickatshofen und Streitelsfingen. Des Weiteren liegen die Weiler Dachsberg (früher Daxberg), Dürren, Giebelbach, Goldschmidsmühle, Greit, Hangnach, Hörbolzmühle, Humbertsweiler, Lattenweiler, Paradies, Sauters, Sulzenberg, Waltersberg. Auch die folgenden Einöden liegen auf dem Gemeindegebiet: Bahnholz, Gitzenweiler, Grünlach, Hugelitz, Schönbühl, Sulzenmoos, Unterwaltersberg, Wiesfleck.
Das Dorf Unterhochsteg und die Einöden Achrain, Ebnit und Soyers sind keine amtlich benannten Gemeindeteile.
Gemarkungen
Auf dem Gebiet der Stadt Lindau gibt es sechs Gemarkungen, die ehemaligen Gemeinden entsprechen:
| Gemarkungs- nummer | Gemarkung                 | Fläche 1904 ha | Eingemeindung                                                                    | Fläche 2015 ha | Heutige Gemeindeteile                                 |
| ------------------ | ------------------------- | -------------- | -------------------------------------------------------------------------------- | -------------- | ----------------------------------------------------- |
| 7940               | Lindau (Bodensee) (Insel) | 059,43         | ursprüngliches Stadtzentrum seit 1079, als der Markt auf die Insel verlegt wurde | 070,8          | Insel, mit dem Südteil des Kleinen Sees               |
| 7937               | Hoyren                    | 384,42         | 1. Feb. 1922 (nach Ausgliederung 1818)                                           | 387,7          | Hoyren, Schachen, Schönau, Degelstein                 |
| 7938               | Aeschach                  | 442,39         | 1. Feb. 1922 (nach Ausgliederung 1818)                                           | 443,4          | Aeschach, Hochbuch, mit dem Nordteil des Kleinen Sees |
| 7939               | Reutin                    | 899,96         | 1. Feb. 1922 (nach Ausgliederung 1818)                                           | 833,4          | Reutin, Zech, Oberreutin, Rickenbach                  |
| 7936               | Oberreitnau 1             | 954,02         | 1. Jan. 1976                                                                     | 947,5          | Oberreitnau und umliegende Dörfer                     |
| 7935               | Unterreitnau 1            | 620,17         | 1. Jan. 1976                                                                     | 621,2          | Unterreitnau und umliegende Dörfer                    |
|                    | Lindau                    | 3360,690       |                                                                                  | 3304,00        |                                                       |

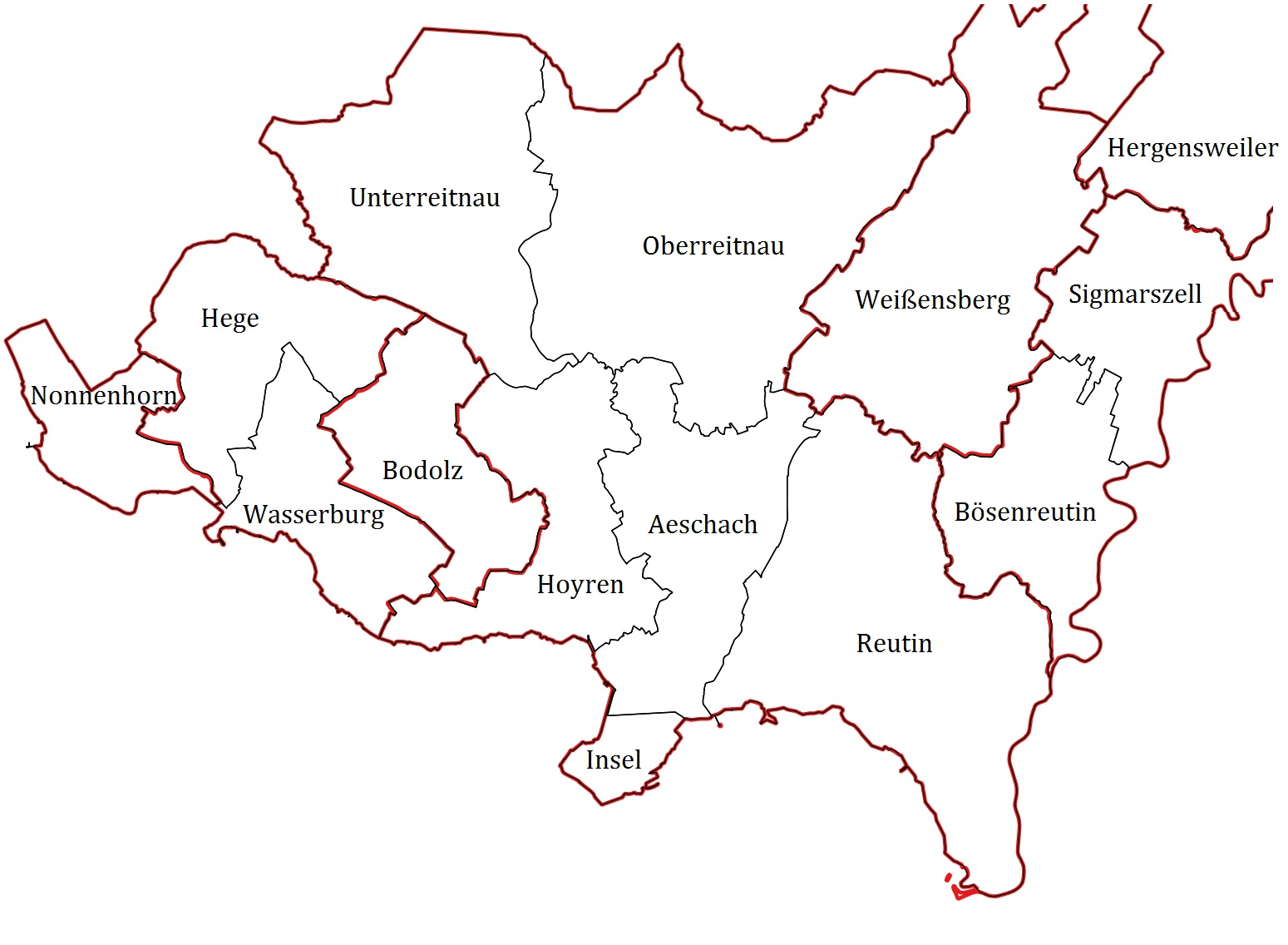
Gemarkungen auf dem Gemeindegebiet von Lindau und umliegenden bayerischen Gemeinden

Die Flächenänderungen zwischen 1904 und heute erklären sich durch verschiedene kleine Änderungen im Verlauf der jeweiligen Gemarkungsgrenze. Durch Vergrößerung der Landfläche auf der Insel hat sich auch die Fläche der Gemarkung Lindau erhöht. Die Gemarkung Reutin hingegen hat sich 1952 durch Abtretung einer Fläche um den Weiler Oberhof herum an die Gemeinde Weißensberg verkleinert.

## Demographie
In Lindau liegt der Ausländeranteil bei 14,2 % (3.470 Personen), der Anteil der Einwohner mit Migrationshintergrund bei 24,8 % (6.050 Personen). Beide Werte sind sowohl landes- als auch bundesweit betrachtet überdurchschnittlich hoch.

### Einwohnerentwicklung
Die Stadt wuchs von 1988 bis 2008 um 974 Einwohner bzw. um ca. 4 %. Zwischen 1988 und 2018 wuchs die Stadt von 23.699 auf 25.490 um 1.791 Einwohner bzw. um 7,6 %.
Die Einwohnerzahlen ab 1840 beziehen sich auf die heutige Gemeindefläche (Stand: 1978).
| Bevölkerungsentwicklung | Bevölkerungsentwicklung | Bevölkerungsentwicklung | Bevölkerungsentwicklung | Bevölkerungsentwicklung | Bevölkerungsentwicklung | Bevölkerungsentwicklung | Bevölkerungsentwicklung | Bevölkerungsentwicklung | Bevölkerungsentwicklung | Bevölkerungsentwicklung | Bevölkerungsentwicklung | Bevölkerungsentwicklung | Bevölkerungsentwicklung | Bevölkerungsentwicklung | Bevölkerungsentwicklung |
| ----------------------- | ----------------------- | ----------------------- | ----------------------- | ----------------------- | ----------------------- | ----------------------- | ----------------------- | ----------------------- | ----------------------- | ----------------------- | ----------------------- | ----------------------- | ----------------------- | ----------------------- | ----------------------- |
| Jahr                    | 1840                    | 1900                    | 1939                    | 1950                    | 1961                    | 1970                    | 1987                    | 1991                    | 1995                    | 2000                    | 2005                    | 2010                    | 2015                    | 2017                    |                         |
| Einwohner               | 6.902                   | 11.266                  | 17.044                  | 21.884                  | 25.684                  | 26.773                  | 23.619                  | 24.623                  | 24.163                  | 23.874                  | 24.425                  | 24.772                  | 25.132                  | 25.253                  |                         |

## Etymologie und Heraldik

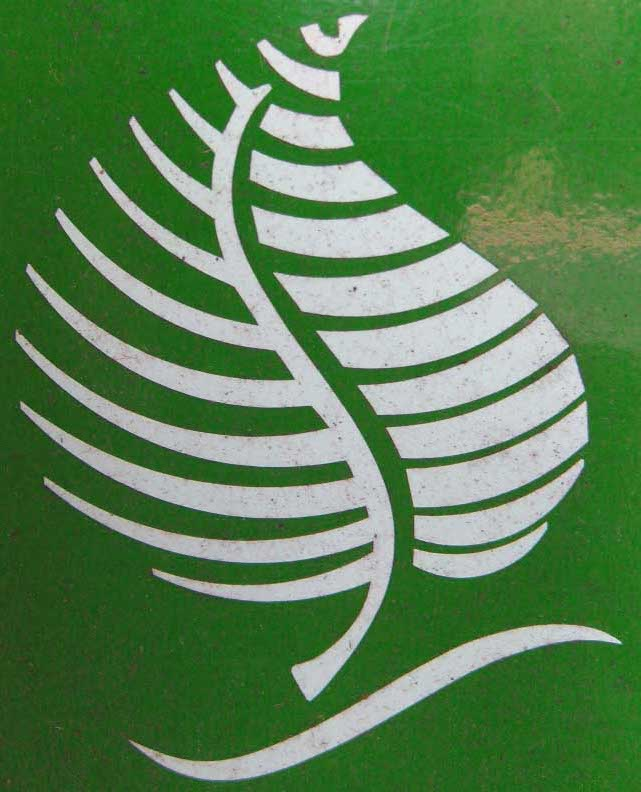
Stadtlogo:
Lindenblatt

882 verfasste ein St. Galler Mönch die Urkunde, die den ältesten sicheren schriftlichen Beleg des Namens Lindau enthält: Der Name bedeutet „Insel, auf der Lindenbäume wachsen“. Daran erinnern bis heute die seit dem 13. Jahrhundert nachweisbaren Stadtwappen und -siegel, die entweder einen vollständigen Lindenbaum zeigen oder ein Lindenblatt symbolisieren. Der Baum wächst auch heute vielfach im Stadtbild.
Zur Herkunft des Ortsnamens existieren verschiedene Theorien: Primär wird die Herkunft des Wortteils -au auf althochdeutsch ouwa „Insel“ zurückgeführt, wobei Lind- für linta / linda „Linde“ steht.
Eine andere Theorie zur Herkunft des Ortsnamens ist, dass sich der Namensteil Lind- vom keltischen lindon, was „Flüssigkeit, Getränk“ und auch „Teich, kleiner See“ bedeutet, ableitet. Was wahrscheinlicher für Ortsnamen oder Gewässernamen wie z. B. Lintgen (Luxemburg, Lindissa, Lindiacum), Limmat (Schweiz, Fluss, *Lindo-magos > ad fluvium Lindimacum 771, de ripa Lindimagi fluminis 820?) und dergleichen ist, gilt hier als nicht gesichert, weil es an einer Erklärung des zweiten Bestandteils -au fehlt.
Zur Unterscheidung von anderen Orten mit dem gleichen Namen wurde lange der Zusatz „i B“ oder „i. B.“ (für „im Bodensee“) angefügt.

## Geschichte

### Frühgeschichte
Frühe Besiedlungsspuren auf dem Stadtgebiet fanden sich auf dem Höhenzug bei dem ehemaligen katholischen Friedhof von Aeschach, auf dem Festland gegenüber der Insel. Hier wurden 1878 römische Siedlungsspuren entdeckt und 1888 die Grundmauern einer ehemaligen villa suburbana freigelegt. Das Gebäude mit Hypokaustheizung stammt aus dem 2. Jahrhundert n. Chr. und befindet sich heute im sogenannten „Römerpark“. Eine römische Vergangenheit wird nach einem Münzfund volksmündlich ebenfalls für die heutige „Römerschanze“ angenommen, eine der drei ehemaligen Teilinseln Lindaus, für welche die ältere Bezeichnung „Burg“ existiert. Sie liegt im südlichen Hafen, bildet und begrenzt dessen östliches Ufer. Wenngleich derartige Münzfunde geringe Aussagekraft haben, kann es doch als wahrscheinlich angenommen werden, dass „ein natürlicher Stützpunkt wie die Lindauer Insel“ den hiesigen Römern bzw. Romanen während der frühen Völkerwanderungszeit als Rückzugsort diente.

### Stiftsgründung und frühe Stadtentwicklung
Lindau wurde als „Lindoua“ oder „Lintoua“ urkundlich erstmals 882 in einer St. Galler Schenkungsurkunde erwähnt: Ein Cunzo oder Kunzo schenkte Güter in Tettnang und Haslach „ad Lintouam“. Allerdings kann sich diese Erwähnung nur auf das Damenstift Lindau beziehen, das als einzige Rechtsperson auf der Insel Lindau zu dieser Zeit gelten muss. Als Anhaltspunkt für Gründung und Gründer des Stifts existiert einzig das sogenannte Ludovicianum, ein in Teilen gefälschtes Schriftstück Ludwigs des Frommen, aus dem Privilegien des Stifts abgeleitet wurden. Authentische Teile erwähnen allerdings Adalbert von Rätien aus dem Geschlecht der Burchardinger als Stifter. Die Lindauer Geschichtsschreibung geht davon aus, dass Adalbert das Kanonissenstift zwischen 810 und 820 gründete und den bei Zizers geschlagenen Udalrichinger Ruadpert, Graf im Argen- und Linzgau, im neugegründeten Kloster bestatten ließ. Ein frühes kirchliches Zentrum der Insel ist die Peterskirche, bis 1180 alleinige Pfarrkirche der Insel Lindau. Eventuell bestand sie als Fischerkirche sogar schon vor dem Kloster, das als eigentliche Keimzelle der Stadtentwicklung einzustufen ist.
Ursprünglich befand sich der Markt im festländischen Aeschach. Die günstige Lage an der Kreuzung der Verkehrswege Bregenz–Buchhorn und Lindau–Kempten (Allgäu) sicherte seit der römischen Landnahme relativ durchgängige Siedlungskontinuität. Im Zuge der unsicheren Verhältnisse des Investiturstreits wurde der Markt aber 1079 aus Sicherheitsgründen auf die Insel verlegt.

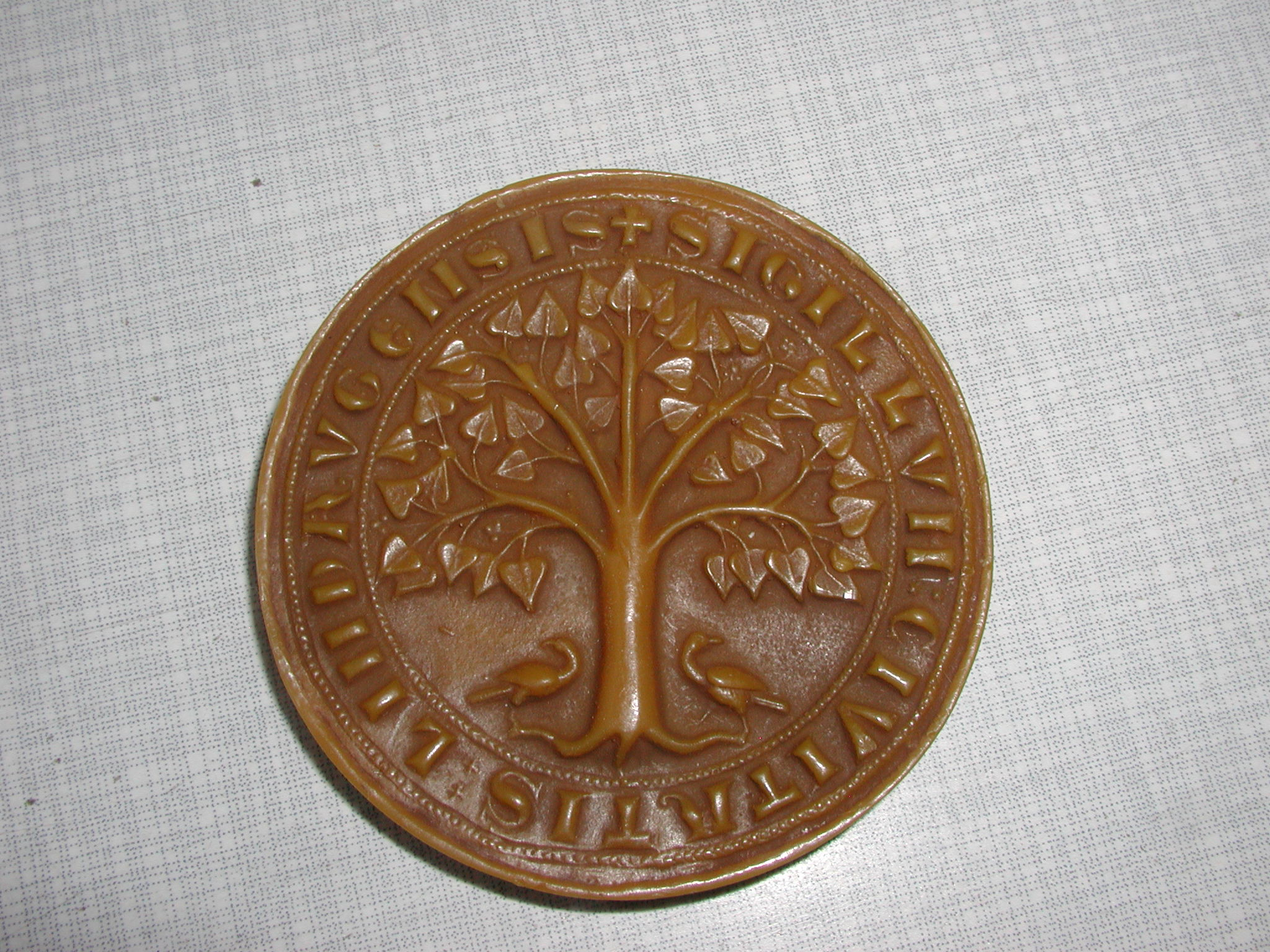
Siegel der Stadt Lindau

Gehandelt wurden Wein, Edelobst und Gemüse von den Kulturen des Klosters St. Gallen sowie Flachs und der zum Schiffbau benötigte Hanf. Aus dem westlichen Allgäu und dem Bregenzer Wald wurde der Markt mit Schmalz, Käse und Vieh beschickt, die oberschwäbischen Bauern fuhren Getreide heran. Zu diesem Nahhandel gesellte sich bald auch der Fernhandel mit dem Süden.

### Lindau als Reichsstadt
Um 1180 wurde die Pfarrkirche St. Stephan gebaut, im Jahr 1224 gründeten Franziskaner ein Kloster. 1274/1275 bestätigte König Rudolf I. die bisher erworbenen Stadtrechte. Lindau erscheint nun als eine Reichsstadt. Unter König Rudolf von Habsburg (Regierungszeit 1273–1291) wurde das Edelfräulein Guta von Triesen zur Äbtissin des adeligen Damenstiftes zu Lindau erwählt und regierte dieses bis 1340 mit großem Ruhm.

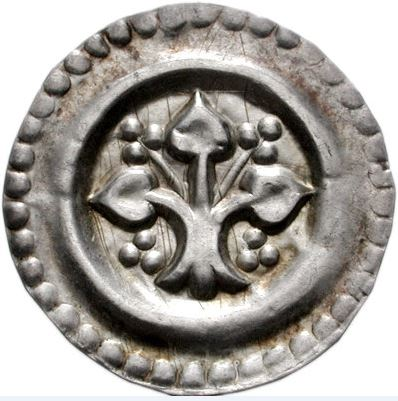
Lindau, Ewiger Pfennig, 1295 bis 1335 geprägt

Lindau nutzte sein Münzrecht, um die den Handel störende Münzverrufung und Erneuerung der Brakteatenpfennige durch eine eigene Münzprägung, den sogenannten Ewigen Pfennig, zu beseitigen.
Bei Tiefbauarbeiten auf der Lindauer Insel beim ehemaligen Kaufhaus Heka (später May; seit Jahresende 2005 geschlossen) konnte ein vermutlich aus dem 14. Jahrhundert stammender Steigbaum geborgen werden. Vergleichbare Objekte sind am Bodensee nur als Rekonstruktion im Pfahlbaumuseum Unteruhldingen zu besichtigen.
Lindau war Gründungsmitglied des am 4. Juli 1376 gegründeten Schwäbischen Städtebundes, der große politische und militärische Bedeutung erlangte.
Für die Jahre 1496/97 ließ Maximilian I. den Reichstag in das Lindauer Rathaus (heute Altes Rathaus) einberufen. Da der König gerade Krieg in Italien führte, ließ er sich dabei durch seinen Sohn Philipp vertreten.
Vom 15. Jahrhundert bis 1826 verkehrte der so genannte Mailänder Bote, auch Lindauer Bote genannt, auf der Viamala zwischen Lindau und Mailand. Die durch Handel und Beförderung (eigene Bodenseeflotte) von Korn und Salz reich gewordene Bürgerschaft konnte die im 13. Jahrhundert erworbenen Rechte einer Freien Reichsstadt stets nutzen und auch durchsetzen.

### Neuzeit

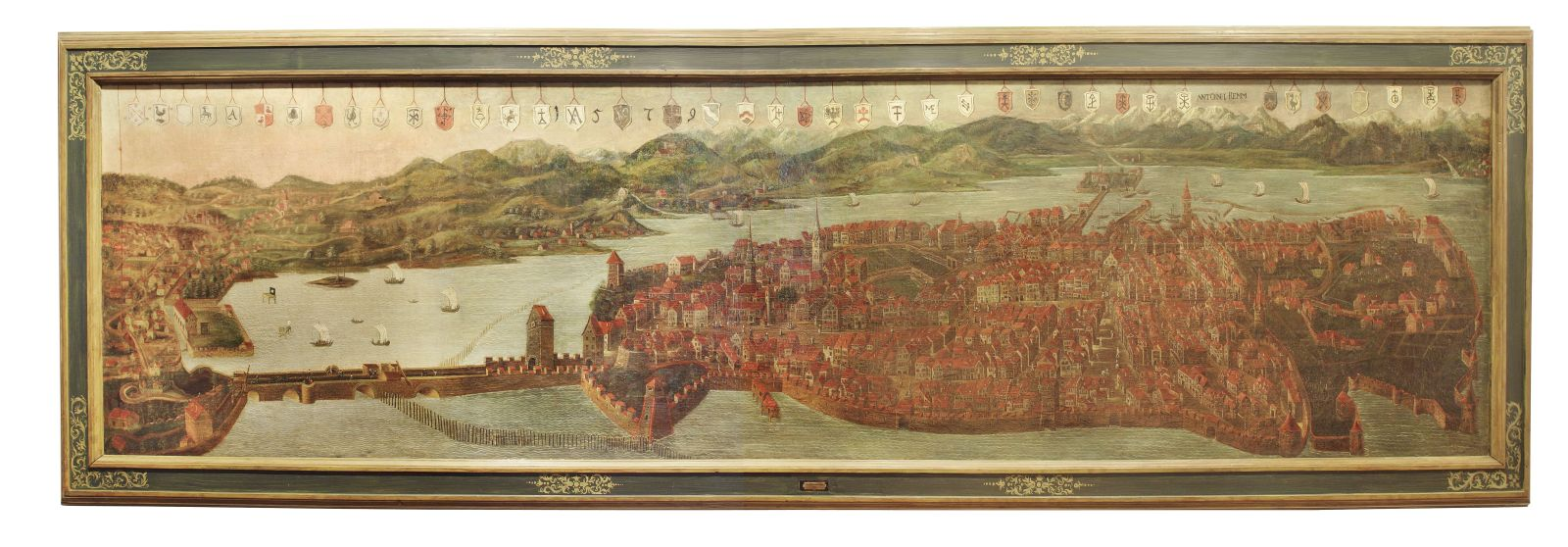
Lindau um 1579

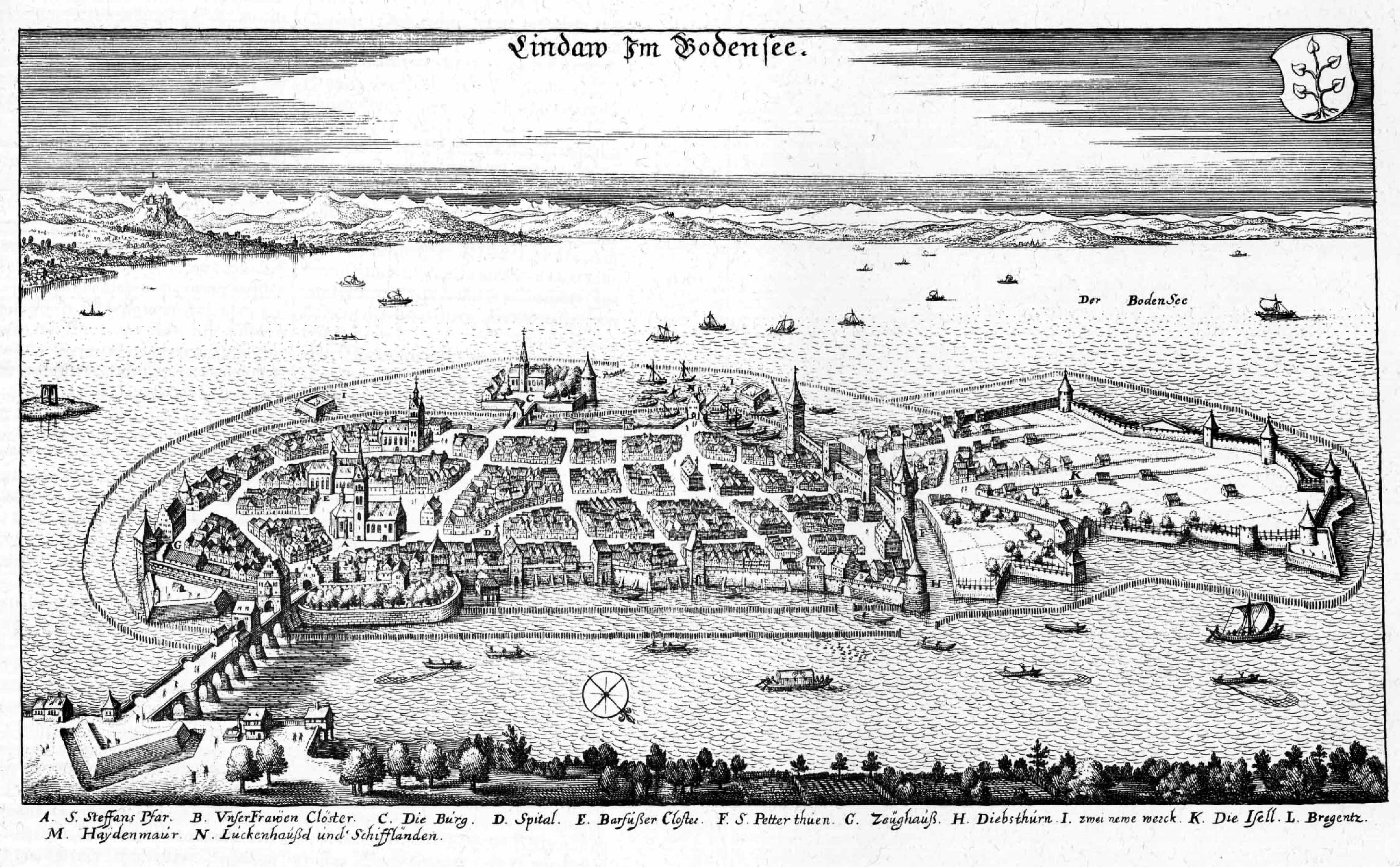
Lindau um 1650, Kupferstich von Caspar Merian

Karte von Lindau um 1740

Ab 1500 lag Lindau im Schwäbischen Reichskreis. Die Pest verbreitete sich um 1500 entlang der Fernhandels- und Pilgerwege, und zu Beginn des 16. Jahrhunderts wütete auch in Lindau eine Pestepidemie. Dieses Massensterben hatte unmittelbare Folgen für den Begräbniskult. Wegen Überlastung der innerstädtischen Friedhöfe und aus Angst vor Ansteckung wurden die Toten auf Leichenkarren vor die Stadtmauern gezogen und dort bestattet. Aus dieser Zeit gibt es noch heute den Alten Friedhof in Aeschach; ebenfalls zu dieser Zeit wurde das Lindauer Pesthaus errichtet. 1635 wütete die Pest auch in den Dörfern des Lindauer Hinterlandes, so dass Tote auf den Pestfriedhöfen in Unterreitnau, Wasserburg und Hergensweiler bestattet werden mussten.
Im Zuge der Reformation wurde Lindau 1528 evangelisch, in den Anfangsjahren unter dem Einfluss des Konstanzer Reformators Ambrosius Blarer mit Tendenz zum Zwinglianismus. Erst später wendete man sich Luther zu, und die Stadt gehörte 1529 zu den Vertretern der protestantischen Minderheit (Protestation) auf dem Reichstag zu Speyer. Ihre Bürgerschaft forderte die ungehinderte Ausbreitung des protestantischen Glaubens und schloss sich der Confessio Tetrapolitana (Evangelische Bekenntnisformulierung von Martin Bucer) an. Das Damenstift blieb katholisch, und das Franziskaner-Kloster, aus dem der erste reformatorische Prediger stammte, wurde geschlossen. Bürgermeister Michael Buchschar unterzeichnete für den Rat der Stadt Lindau die lutherische Konkordienformel von 1577.
Während des Dreißigjährigen Krieges wurde 1646/47 auch Lindau von den Schweden belagert (siehe Seekrieg auf dem Bodensee 1632–1648). Die Lindauer unter militärischer Führung des Grafen Max Willibald von Waldburg-Wolfegg, des Kommandeurs der kaiserlichen Besatzungstruppen, zerstörten aber bei Nacht und Nebel Teile der Belagerungsmaschinerie und wehrten die Schweden ab. Die Verteidiger gelangten über den sumpfig verlandeten sogenannten „Kleinen See“ ans Festland. 
Im Jahre 1728 verwüstete ein verheerender Stadtbrand den Stiftsbezirk und einen Teil der Altstadt; der Wiederaufbau am Marktplatz erfolgte im damaligen Barockstil.
Von 1445 bis 1761 waren in Lindau 18 Personen in Hexenprozessen angeklagt. Neun Angeklagte wurden hingerichtet oder starben in der Haft. Letztes Opfer der Hexenverfolgung war Maria Madlener, die am 4. August 1730 in Lindau hingerichtet wurde.

### 19. Jahrhundert

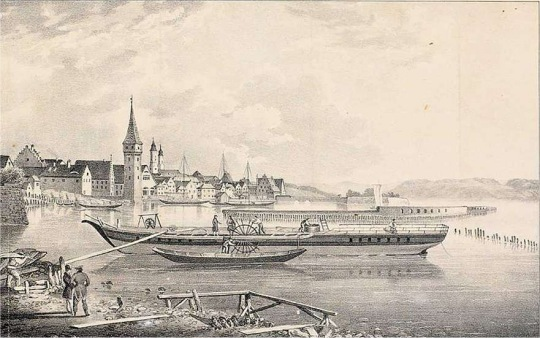
Lindauer Hafen (1837)

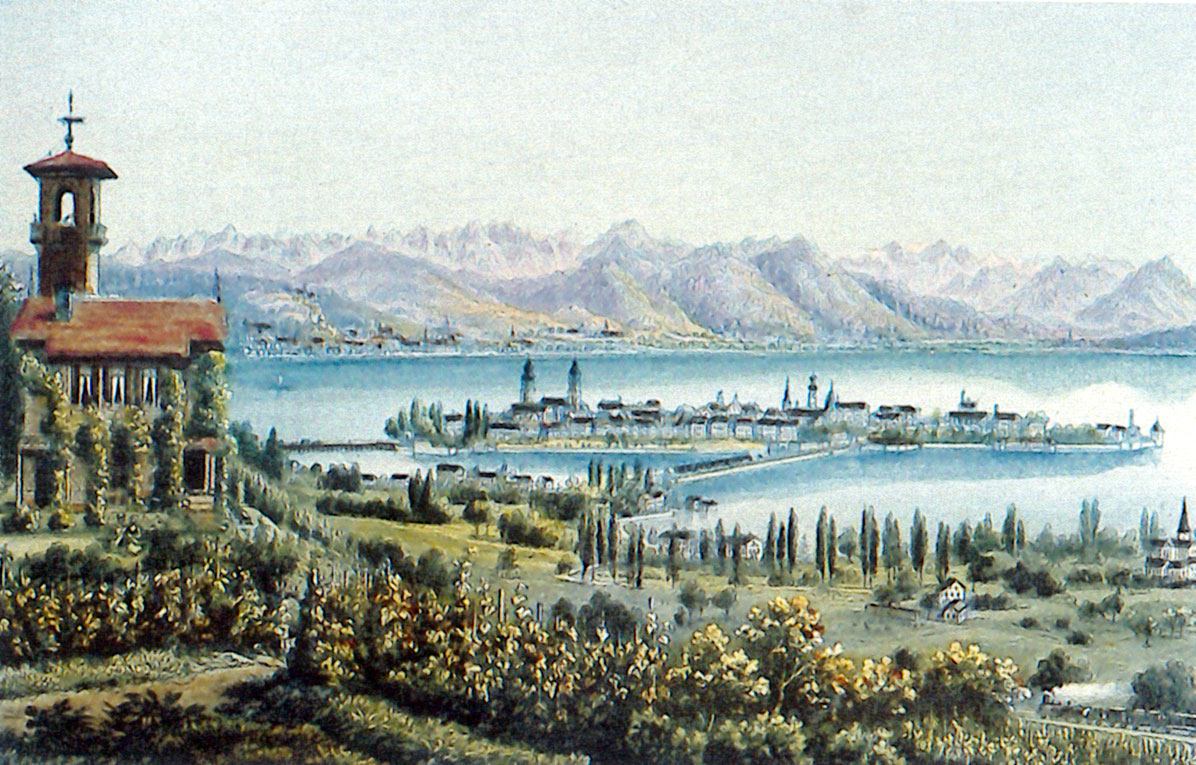
Blick vom Hoyerberg auf die Lindauer Insel (um 1860)

Durch den Reichsdeputationshauptschluss wurde Lindau 1803 mediatisiert und verlor den Status als Freie Reichsstadt, blieb aber unmittelbare Stadt und gehörte somit nicht zum Amtsgericht Lindau. Das tausendjährige Lindauer Damenstift wurde säkularisiert. Fürst Karl August von Bretzenheim, der Stadt und Damenstift erhalten hatte, gab die Reichsstadt Lindau aufgrund eines 1803 abgeschlossenen Tauschvertrages 1804 kurzzeitig an Österreich ab.
Im Frieden von Pressburg trat Österreich am 26. Dezember 1805 Vorarlberg und damit auch Lindau an Bayern ab. 1806 erfolgte die Eingliederung in das neuproklamierte Königreich Bayern. Parallel zu den Unruhen in Tirol kam es 1809 auch in Vorarlberg zu einer Volkserhebung gegen die bayerische Regierung. Im Mai 1809 eroberten Vorarlberger Truppen unter der Leitung von Bernhard Riedmiller Lindau und unternahmen anschließend Vorstöße bis nach Konstanz. Diese Erhebung brach im Juli desselben Jahres wieder zusammen.
Die Anbindung an das Schifffahrtsnetz erfolgte 1824, an die Eisenbahnstrecke in Richtung Augsburg als Endpunkt der Ludwigs-Süd-Nord-Bahn 1854 mit dem Eisenbahndamm auf die Insel und die Anbindung in Richtung Bregenz im Jahr 1872. 1838 wurde in Lindau das erste eiserne Dampfschiff auf dem Bodensee, das DS Ludwig, in Dienst gestellt.
1856 entstand ein neuer Hafen mit den Wahrzeichen Löwe und Neuer Leuchtturm – der südlichste Leuchtturm Deutschlands und zugleich der einzige in Bayern.

### 20. Jahrhundert
1922 wurden unter Oberbürgermeister Ludwig Siebert Orte auf dem nahen Festland (Aeschach, Hoyren und Reutin) eingemeindet. Siebert wurde später zum ersten NSDAP-Oberbürgermeister Bayerns und nach Beginn der NS-Diktatur 1933 zum bayerischen Ministerpräsidenten ernannt.
Lindau behielt nach dem Ersten Weltkrieg seine Garnison mit Teilen des Infanterie-Regiments 19 der Reichswehr. Bei der Aufrüstung der Wehrmacht kamen dazu Pionier-Einheiten (Landungs-Pioniere, die auf und um den Bodensee ihre Ausbildung erhielten) und 1939 das Infanterie-Ersatz-Bataillon 488. Die beiden Kasernen wurden Péronne- und Oberst-von-Bram-Kaserne (heute: Maxhof) benannt.
Am 1. April 1940 wurde die Stadt Lindau in den Landkreis Lindau eingegliedert, doch wurde dies am 25. September 1948 wieder rückgängig gemacht.
Gegen Ende des Zweiten Weltkriegs besetzten am 30. April 1945 französische Truppen kampflos Lindau, vor Zerstörungen durch Luftangriffe blieb die Stadt weitgehend verschont. Stadt- und Landkreis wurden als Bayerischer Kreis Lindau Teil der Französischen Besatzungszone vom übrigen, US-amerikanisch besetzten Bayern abgetrennt und erhielten einen staatsrechtlichen Sonderstatus. 1946 konstituierte sich ein Kreispräsidium als oberstes Verwaltungsorgan. Es besaß Kompetenzen, die anderswo von einer Landesbehörde ausgeübt werden, und war rechtlich von den Landesverwaltungen Bayerns und Württembergs (bzw. Württemberg-Hohenzollerns) unabhängig. Das Gebiet diente in den folgenden knapp zehn Jahren als Landbrücke zwischen den französischen Besatzungszonen in Deutschland und Österreich.
Erst am 1. September 1955 wurde Lindau wieder in den Freistaat Bayern verfassungsrechtlich zum 1. Januar 1956 eingegliedert. Zwischen 1945 und 1949 war Hans von Herwarth der in der bayerischen Staatskanzlei für die Rückgliederung zuständige Beamte.

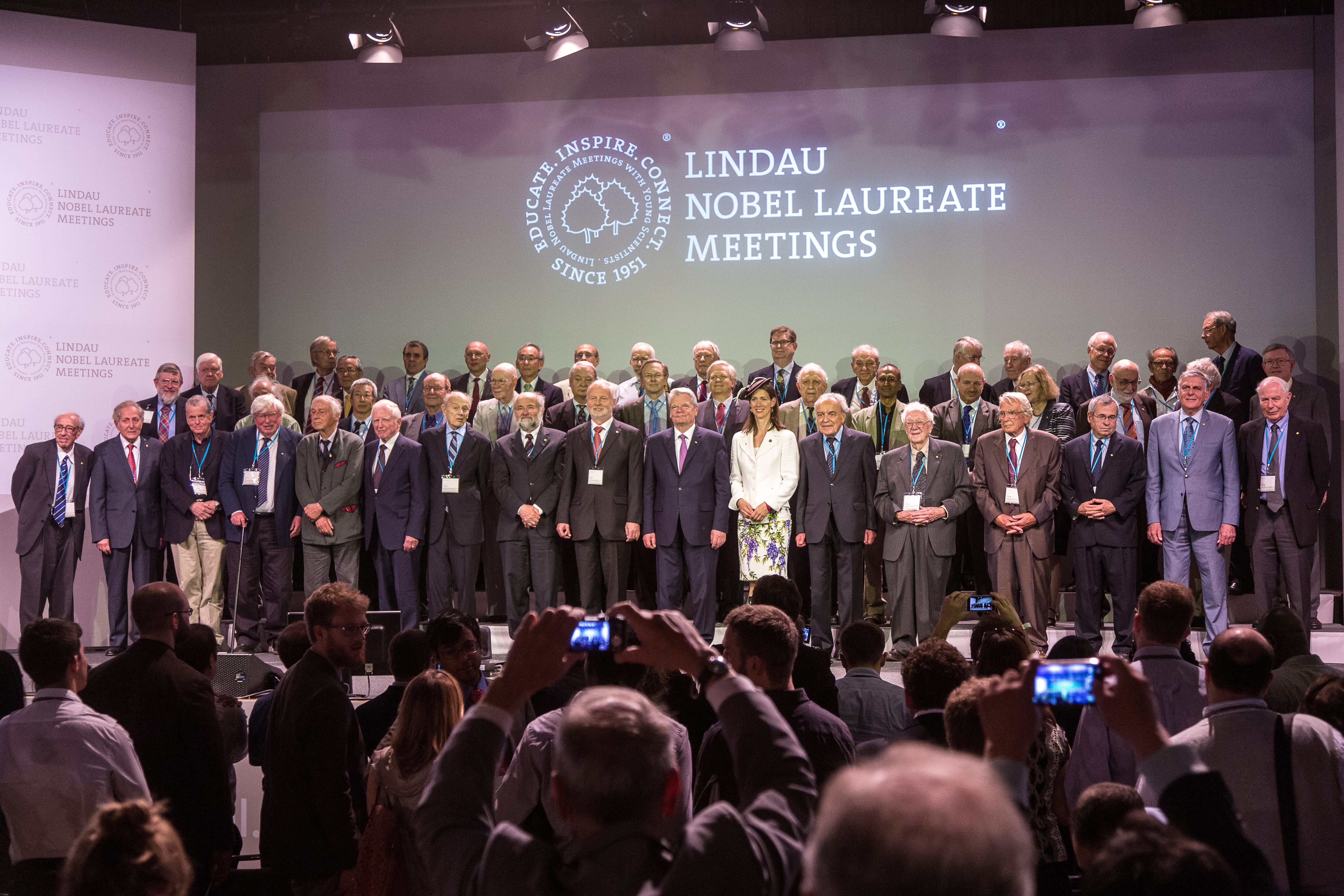
Gruppenbild zur Eröffnung der 65. Lindauer Nobelpreisträgertagung. Bundespräsident Joachim Gauck und Gräfin Bettina Bernadotte (Mitte) umringt von den 65 teilnehmenden Nobelpreisträgern. Foto: Ch. Flemming/Lindau Nobel Laureate Meetings.

Durch die jährlich stattfindende Tagung der Nobelpreisträger in Lindau und die von Ernst Speer, dem ehemaligen Betreiber der Privatklinik Dr. Speer, einer Fachklinik für Psychotherapie in Lindau am Bodensee, begründeten Lindauer Psychotherapiewochen kam es seit der Nachkriegszeit aus Lindau immer wieder in der internationalen Presse zu Meldungen aus der Wissenschaft, obwohl am Ort keine Hochschule angesiedelt ist. 

Alljährlich im Sommer kommen knapp 4000 Therapeuten und Analytiker zu den Psychotherapiewochen an den Bodensee.
2021 wurde unter dem Motto ein „Ring aus Inselgärten – Natur in der Stadt“ in Lindau eine Kleine Bayerische Landesgartenschau abgehalten. Projekte, freie Flächen auf der westlichen Insel zu bebauen, wurden 2022 in einem Bürgerentscheid sehr einmütig abgelehnt.

### Eingemeindungen
Am 1. Februar 1922 wurden die Gemeinden Aeschach, Hoyren und Reutin eingegliedert. Am 1. Januar 1976 kam Reitnau, das am 1. Juli 1971 durch den Zusammenschluss der damaligen Gemeinden Oberreitnau und Unterreitnau neugebildet worden war, hinzu.

## Religion

### Konfessionsstatistik
Gemäß dem Zensus 2011 waren 39,9 % der Einwohner römisch-katholisch, 21,8 % evangelisch, und 38,3 % waren konfessionslos, gehörten einer anderen Glaubensgemeinschaft an oder machten keine Angabe. Ende Dezember 2018 waren von den 24.490 Einwohnern 33,8 % katholisch und 17,6 % evangelisch. Der Anteil der Protestanten und Katholiken an der Gesamtbevölkerung sinkt jährlich um 1 %. Gemäß dem Zensus 2022 waren 30,8 % der Einwohner katholisch und 16,2 % evangelisch, und 53 % waren konfessionslos, gehörten einer anderen Glaubensgemeinschaft an oder machten keine Angabe.

### Christentum
Die evangelische Gemeinde gehört zur Evangelisch-Lutherischen Kirche in Bayern, die katholische zum Bistum Augsburg. Lindau samt umliegenden Gemeinden bildet ein Dekanat.
In Lindau gibt es
- die katholischen Kirchen Münster Unserer Lieben Frau (Insel), St. Josef (Reutin), St. Ludwig (Aeschach), Maria, Königin des Friedens (Zech), St. Pelagius (Oberreitnau) und St. Urban und Silvester (Unterreitnau)
- die evangelischen Kirchen St. Stephan (Insel) und St. Verena (Reutin), die Versöhnerkirche (Zech) sowie die Christuskirche (Aeschach)
- die Neuapostolische Kirche (Aeschach)[41]

### Judentum
Die jüdische Gemeinde wurde im 13. Jahrhundert erstmals erwähnt. Während der NS-Judenverfolgung (1933–1945) wurden die wenigen Lindauer Juden inhaftiert und/oder zur unfreiwilligen Ausreise gedrängt oder ermordet. Ein Überlebender der KZs, der 1945 wieder seine Praxis in der Stadt eröffnen konnte, ist bekannt.
In der Nachkriegszeit gab es weit vor der Stadt in Zech ein Aufnahmelager für ca. 30 Displaced Persons (heimatlose Juden aus dem französischen Sektor Berlins).

### Islam
Das Zentrum der islamischen Gemeinde ist die Lindauer Fatih-Moschee. Sie wurde am 21. Juni 1985 mit 50 Mitgliedern unter dem Dachverband DİTİB gegründet und befindet sich seit 2008 in der Von-Behring-Straße im Stadtteil Zech. Die Moschee zählt rund 200 Mitglieder.

## Politik

### (Ober-)Bürgermeister
- 1861–1868: Oskar Stobäus
- 1868–1870: Johannes von Widenmayer
- 1870–1873: Ludwig Britzelmayr
- 1873–1894: Oskar von Lossow
- 1894–1919: Heinrich Schützinger
- 1924–1933: Ludwig Siebert (BVP, ab 1931: NSDAP)
- 1933–1939: Fritz Siebert (Sohn von Ludwig Siebert)
- 1939–1945: Josef Haas
- 1945:–0000 Franz Eberth
- 1945–1956: Walther Frisch (CDP)
- 1956–1964: Josef Haas (Freie Bürgerschaft)
- 1964–1988: Josef Steurer (parteilos)
- 1988–2000: Jürgen Müller (Freie Wähler/Wählerinitiative Lindau)
- 2000–2012: Petra Meier to Bernd-Seidl (parteilos, aufgestellt von CSU bzw. der Freien Bürgerschaft Lindau)
- 2012–2020: Gerhard Ecker (SPD)
- 2020−0000: Claudia Alfons (parteilos, aufgestellt von Lindau Initiative, Bürger Union, FDP)

### Stadtrat
|  | Stadtratswahl Lindau 2020Wahlbeteiligung: 51,7 % 3020100 21,418,012,19,98,47,46,15,44,74,61,9 BunteaCSUSPDJAdFBeBUfFWFDPLIiÖDPAfDGewinne und Verlusteim Vergleich zu 2014 %p 8 6 4 2 0 −2 −4 −6+5,5−5,8−1,6−0,4−1,9+7,4+0,8+0,9−5,5−1,2+1,9BunteCSUSPDJAFBBUFWFDPLIÖDPAfDAnmerkungen:a Bunte Listed Junge Aktivee Freie Bürgerschaftf Bürgerunioni Lindau Initiative | Sitzverteilung im Stadtrat Lindau 2020Insgesamt 30 Sitze - SPD: 4 - Bunte: 6 - ÖDP: 1 - JA: 3 - LI: 1 - FB: 3 - BU: 2 - FW: 2 - FDP: 2 - CSU: 5 - AfD: 1 |

Die 30 Sitze des Stadtrats verteilen sich seit der Kommunalwahl im März 2020 wie folgt:
| Bunte Liste (BL) | CSU | SPD | Bürger Union (BU) | Freie Bürgerschaft (FB) | FW | Junge Aktive (JA) | Lindau Initiative (LI) | ÖDP | FDP | AfD |
| ---------------- | --- | --- | ----------------- | ----------------------- | -- | ----------------- | ---------------------- | --- | --- | --- |
| 6                | 5   | 4   | 2                 | 3                       | 2  | 3                 | 1                      | 1   | 2   | 1   |

Der Stadtrat besteht aus der hauptberuflich tätigen Oberbürgermeisterin und 30 ehrenamtlichen Mitgliedern. Stärkste Kraft ist die Bunte Liste (BL), eine links-ökologisch orientierte Gruppierung, gefolgt von der CSU, SPD, Junge Aktive (JA), Freie Bürgerschaft (FB), Bürgerunion (BU), FDP, Freie Wähler, Lindau Initiative (LI), ÖDP und AfD.

### Verwaltungsgebäude
Der Sitz der Stadtverwaltung befindet sich im Gemeindeteil Aeschach am Bodenseeufer und an der Oberreitnauer Ach (Grenze zum Gemeindeteil Reutin, wo auch die Kreisverwaltung residiert). Das historische Rathaus, das für Ratssitzungen und zu Repräsentationszwecken genutzt wird, steht im Stadtzentrum.

### Wappen
| Wappen von Lindau (Bodensee) | Blasonierung: „In Silber eine bewurzelte grüne Linde.“ |
| Wappen von Lindau (Bodensee) | Wappenbegründung: Diese für den Ortsnamen „redende“ Linde wurde schon um 1180 als Münzbild verwendet. Die Zahl der Blätter des stets grünen Baumes wechselte im Laufe der Jahrhunderte zwischen drei und fünfzehn. Die Lindauer Fahne ist in Grün und Weiß (heraldisch Silber) längsgeteilt. Wappenführung seit dem 12. Jahrhundert |

### Städtepartnerschaften
- Seit 1964 besteht eine Partnerschaft mit der französischen Stadt Chelles. Ausschlaggebend für diese Partnerschaft war die Vorbereitung durch Kriegsheimkehrerverbände.

Seitdem wurden mehrere Schulpartnerschaften zwischen Cheller und Lindauer Schulen gegründet; so kommen beispielsweise zu jedem Kinderfest etliche Cheller Jugendliche nach Lindau.
- Die Gemeindeteile Ober- und Unterreitnau haben eine Partnerschaft mit der Gemeinde Reitnau in der Schweiz.
- Seit 1984 gibt es Beziehungen zu Lindau im Landkreis Anhalt-Bitterfeld.
- Serpuchow in Russland

## Kultur- und Veranstaltungszentren

### Stadttheater Lindau
Das Stadttheater Lindau ist das städtische Theater von Lindau im Bodensee.
Das 1951 eröffnete Haus bietet Schauspielaufführungen, Opern- und Ballettproduktionen verschiedener Bühnen des deutschsprachigen Raums, eine internationale Konzertreihe mit Kammerkonzerten sowie Kabarett und Kleinkunst. Im Stadttheater Lindau befindet sich auch die Lindauer Marionettenoper. Das Haus verfügt über rund 700 Sitzplätze (Parkett und zwei Ränge) und einen Orchestergraben.

### Inselhalle

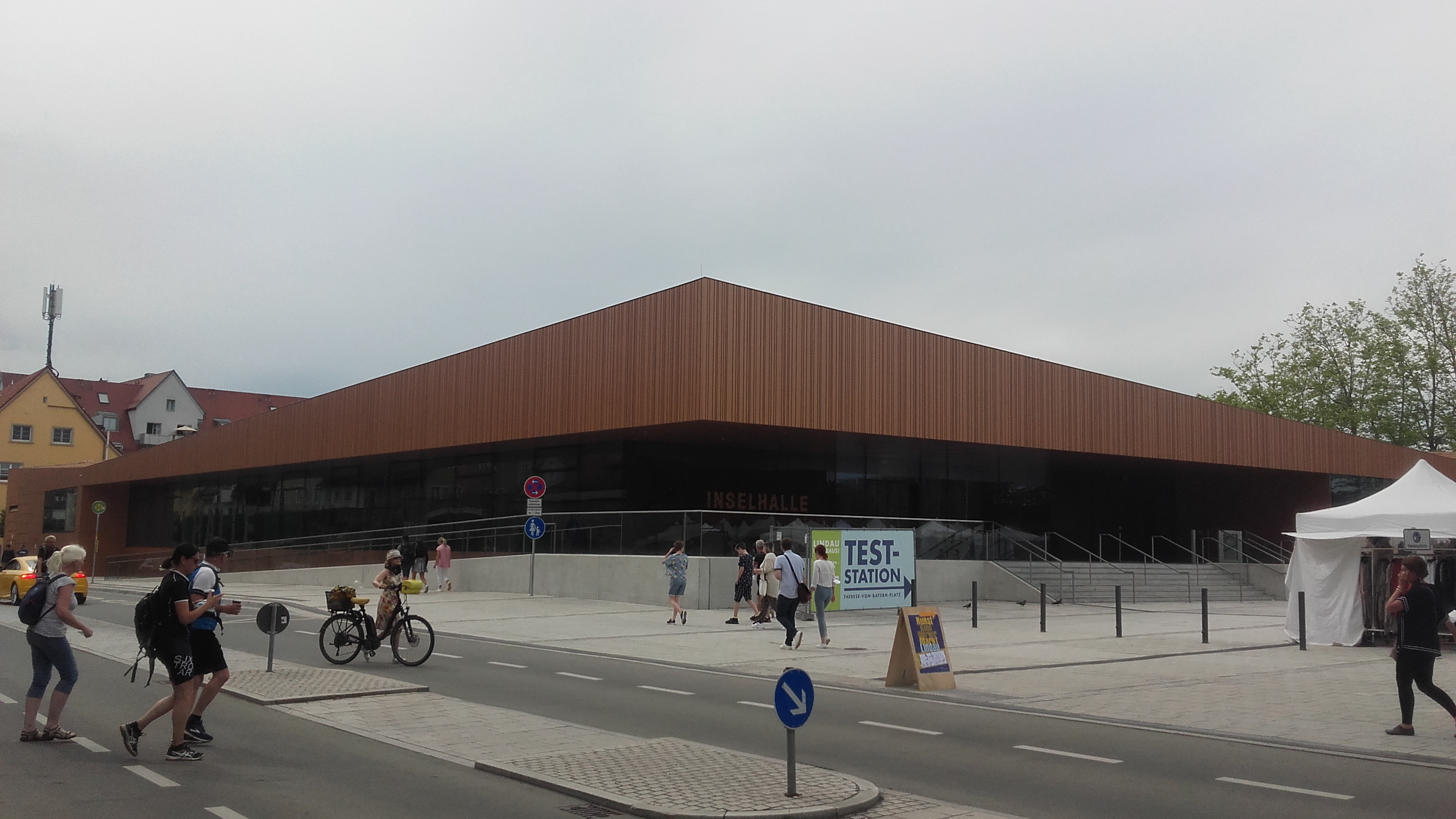
Die Inselhalle in Lindau (2021)

Die Inselhalle ist ein internationales Veranstaltungs-, Tagungs- und Kongresszentrum und wird von der Lindauer Tourismus und Kongress GmbH betrieben. Hier finden jedes Jahr u. a. die Lindauer Nobelpreisträgertagungen und die Lindauer Psychotherapiewochen statt. Die Inselhalle wurde 2018 nach grundlegender Sanierung und Modernisierung neu eröffnet.

### Museen

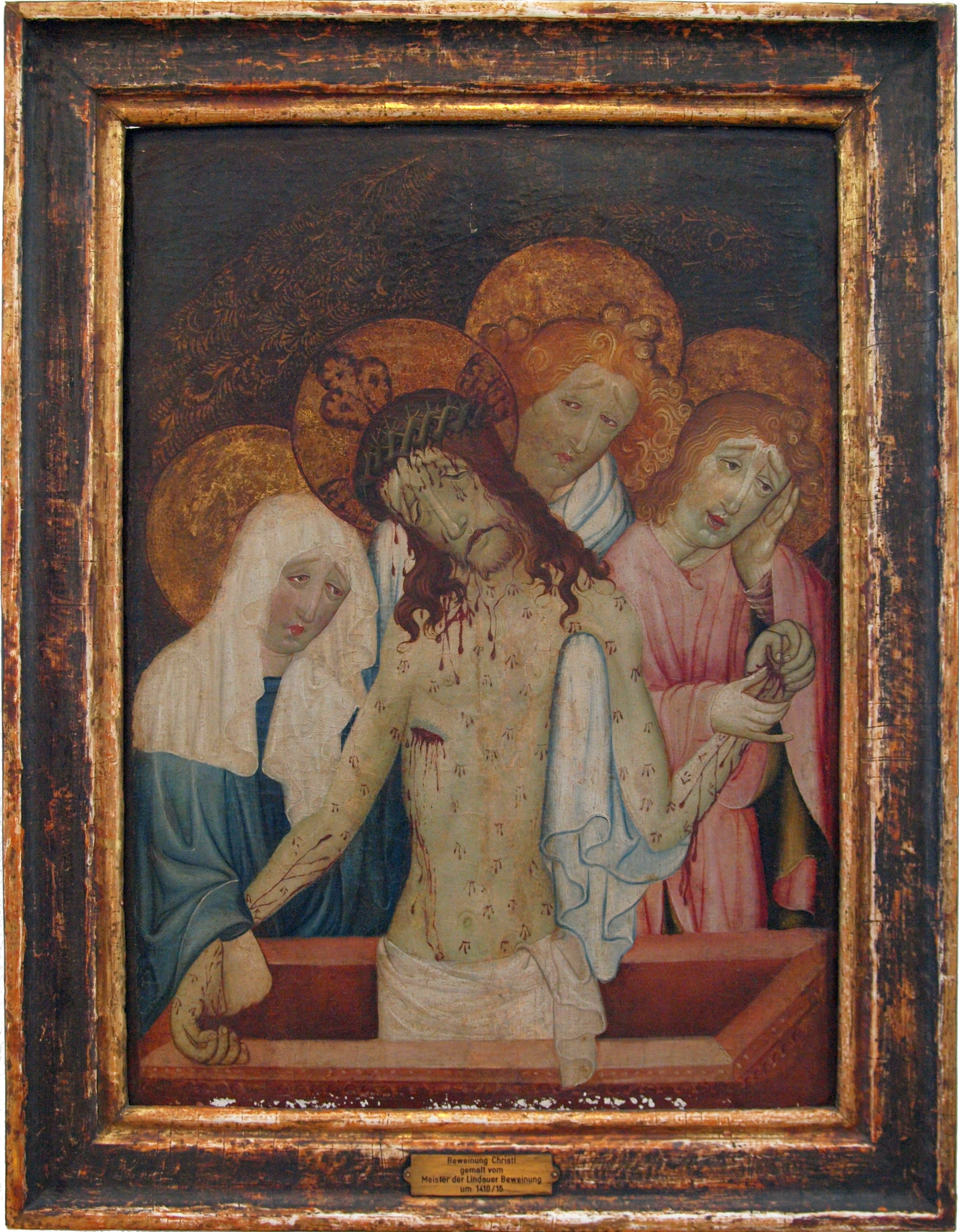
Lindauer Beweinung, das Glanzstück des Stadtmuseums Lindau

- Die ehemals Reichsstädtische Bibliothek Lindau mit ca. 15.000 Bänden ist ein besonderer Teil des Stadtarchivs. Sie ist die größte historische Rats- und Bürgerbibliothek am nördlichen Bodenseeufer. Sie dürfte auf Buchbeständen des 1528 aufgelösten Franziskanerklosters basieren und enthält mehr als 140 Wiegendrucke.
- Das 1929 eröffnete Stadtmuseum Lindau befand sich bis 2018 im Haus zum Cavazzen am Marktplatz und wird derzeit (2019) saniert. Es zeigte Gemälde und Plastiken vom 15. bis zum 19. Jahrhundert, Lindauer Wohnkultur mit Möbeln von der Gotik bis zum Jugendstil, Kunsthandwerk, Dokumente zur Stadtgeschichte, historische Spielsachen und mechanische Musikinstrumente. In wechselnden Sonderausstellungen wurden im Stadtmuseum bis 2018 Werke neuerer Kunst gezeigt (z. B. 2011 Originalzeichnungen von Pablo Picasso, 2012 Gemälde von Marc Chagall, 2013 Werke von Joan Miró, 2014 Zeichnungen von Henri Matisse, 2015 „Farb-Kompositionen“ von Emil Nolde, 2016 Pablo Picasso, 2017 Paul Klee, 2018 August Macke)[44].
- Im April 2019 wurde das neue Kunstmuseum am Inselbahnhof eröffnet. Bis September 2019 waren hier Werke von Friedensreich Hundertwasser ausgestellt.
- Das Friedensmuseum der Pax Christi wurde 1980 eingerichtet. Es führte mit der Vorstellung von bekannten und weniger bekannten Persönlichkeiten durch die Formen des Friedens und der Versöhnung. 1999 wurde es mit neuer, modernerer Konzeption unter dem Namen friedens räume neu eröffnet.

### Kulturpreisverleihungen der Stadt Lindau
- 2010: Herlinde Koelbl
- 2012: Rudi Spring
- 2014: Manfred Eicher
- 2016: Honest Schempp

## Lindau in der Literatur
Lindau war vielmals Gegenstand literarischen Schaffens.
- Michel de Montaigne widmete der Stadt, Etappe auf seiner Italienreise 1580/1581, ein Kapitel in seinem Reisetagebuch. Er rühmt während seines Aufenthalts im Gasthaus Krone vor allem die reichhaltige Küche, die unvergleichbar besser sei als die heimatliche französische Küche. Er bedauert, keinen Koch auf seine Reise mitgenommen zu haben, sodass dieser sich die Küchengewohnheiten hätte aneignen können.[45]
- Insbesondere in der Epoche der Romantik entstanden viele Werke über die Inselstadt. Hölderlin betitelt die Stadt in seinem 1801 veröffentlichten Gedicht Heimkunft als „glückseliges Lindau“;[46] bei Mörike wird sie in der Idylle vom Bodensee „vergnügliche Stadt, die schön auf der Insel liegt“ geheißen.[47]
- Wilhelm Raabe siedelte einen Teil der Handlung von Der Marsch nach Hause im Lindauer Gebiet an.
- Auch Carl Gustav Carus bewegte die Stadt mit der umgebenden Landschaft so, dass er sie in seinem Reisetagebuch von 1806 als „reichste Augenweide“ beschrieb.[48]
- Der schwedische Literat August Strindberg lebte von Januar bis Oktober 1887 in Lindau[49] und schuf hier das Schauspiel Der Vater sowie die Erzählung Die Leute von Hemsö.
- Ein literarisches Denkmal hat der Inselstadt auch Horst Wolfram Geißler mit seinem Roman Der Liebe Augustin von 1921 gesetzt. Der Protagonist lebte in einem Haus in der Dammgasse, das heute den Namen des „lieben Augustins“ trägt.

## Brauchtum

### Fasnet
Die Narrenzunft Lindau betreibt die schwäbisch-alemannische Fasnet. Bekannte Lindauer Fasnetsfiguren sind die „Binsengeister“, die „Pflasterbuzen“, die „Moschtköpf“ (deren Masken Äpfeln und Birnen nachempfunden sind) und die „Kornköffler“. Jedes Jahr am Fastnachtssonntag findet ein großer Narrensprung in Lindau statt.

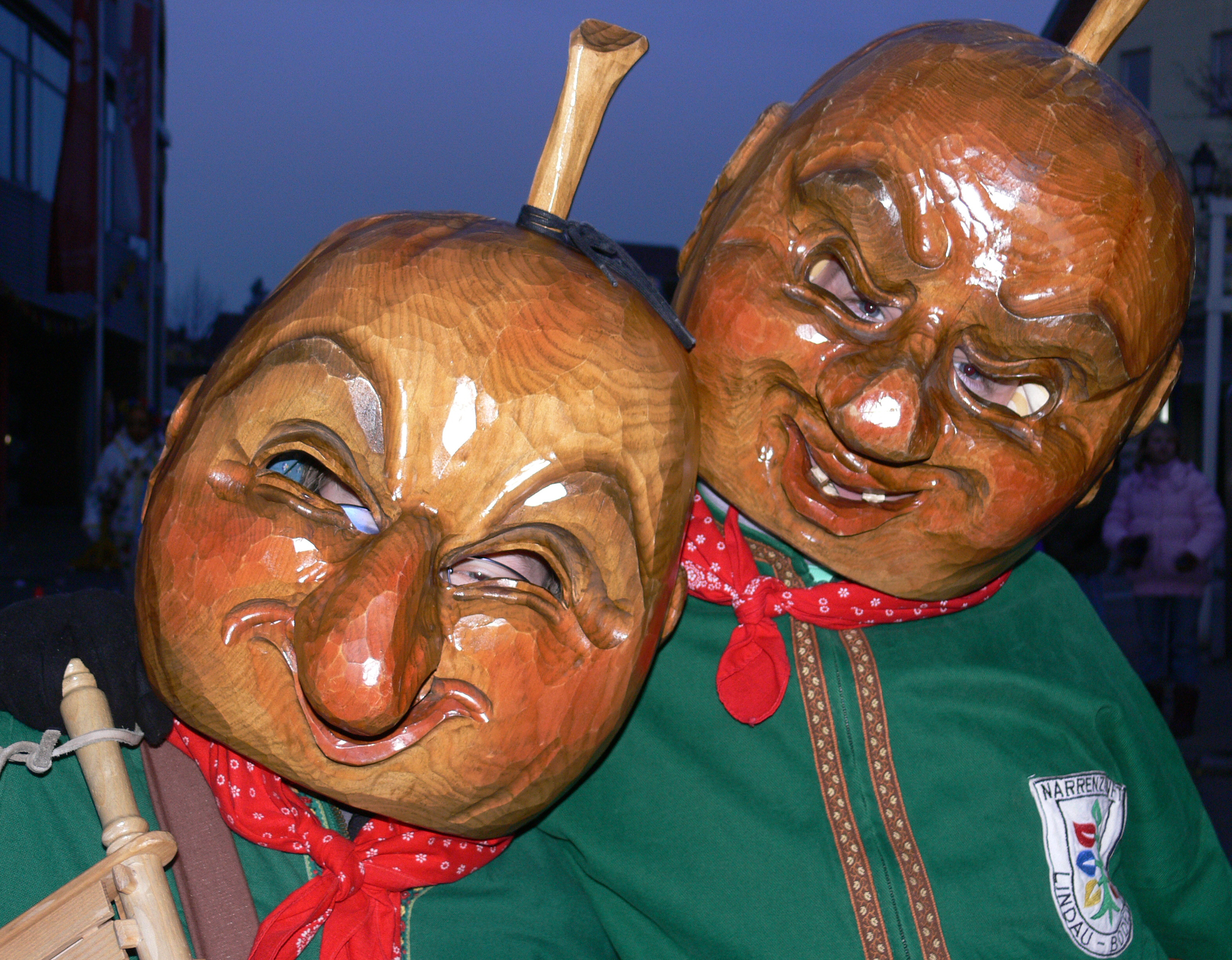
Moschtköpf der Narrenzunft Lindau

### Kinderfest
1655 wurde zum ersten Mal das Lindauer Kinderfest gefeiert. Stifter war Valentin Heider, der damit nach landläufiger Meinung der verwahrlosten Lindauer Jugend wieder neue Perspektiven aufzeigen wollte. Neuere Studien zeigen allerdings, dass sich die 1655 eingeführten so genannten Schulpredigten in erster Linie nicht an die Kinder und Jugendlichen richteten, sondern an deren Eltern, die das Schulsystem der Stadt nicht akzeptierten und die Kinder vor Strafen der Lehrer in Schutz nehmen wollten. (Dies ist jedoch nicht belegt.)
Noch heute wird dieses Fest alljährlich am vierten Mittwoch im Juli mit den unteren Klassen aller Schulen des Stadtgebiets gefeiert. Am Morgen kündigen Böllerschüsse das Fest an. Jedes Schulkind bekommt traditionell (unter anderem) eine so genannte „Butschelle“, ein kreisrundes Hefegebäck mit Weinbeeren und markantem grobem Gittermuster. Die Festlichkeit wird mit einem Fahnen- und Girlandenumzug und großer Zusammenkunft auf der Nordseite des Lindauer Rathauses mit Ansprache des Oberbürgermeisters, der Begrüßung der Vertreter aus den Partnergemeinden wie Chelles und Reitnau und einem kurzen, von Grundschülern vorgetragenen Gedicht über Lindau begangen. Immer wieder ertönt auch der dreimalige Ruf „Lindau“ mit jeweils der Antwort „Hoch“ unter Teilnehmern wie auch im Publikum. Am Nachmittag geht der Festtag in ein allgemeines dezentrales Volksfest in den Gemeindeteilen über.

### Dialekt
Traditionell zählt Lindau zum Bereich der bodenseealemannischen Dialektgruppe innerhalb der alemannischen Dialekte. In den letzten Jahrzehnten ist der originäre Dialekt starken Einflüssen durch das Schwäbische, Bairische und das Standarddeutsche ausgesetzt, sodass Eigenheiten des Lindauer Dialekts im Aussterben begriffen sind; außerhalb des ländlich geprägten Raums ist diese Entwicklung bereits größtenteils vollzogen. Durch das charakteristische gsi (gewesen) kann die ursprüngliche Lindauer Mundart vom Schwäbischen abgegrenzt werden. Der Lindauer Mundart ist weiterhin eigen, dass die Pluralform der 3. Person im Präsens mit der Endung -end gebildet wird.
Folgende Beispielsätze veranschaulichen die Lindauer Mundart. Die Sprache folgt den Werken des Architekten und Dialektdichters Heinrich Götzger, die sich aber in einigen Punkten von der Aussprachetradition des Lindauer Umlands unterscheidet (z. B. Stoe statt Stui/Stua für standarddeutsch Stein).
- Isch d’Blueme do gäl, ka’sch mer des seage? – Des ka i der gli seage: Noe, lueg halt amol hi, ’s Blüemle isch et gäl, des isch blou.

Ist die Blume da gelb, kannst du mir das sagen? – Das kann ich dir gleich sagen: Nein, schau halt einmal hin, das Blümchen ist nicht gelb, das ist blau.
- Woescht as o? Dr See isch zuegfrore! I mecht ussegoh. – Des isch bodegfährle, Büeble, des hebt et! Due et uf’s Is gange, denk mer dra!

Weißt du es auch? Der See ist zugefroren! Ich möchte rausgehen. – Das ist ziemlich gefährlich, Junge, das hält (dich) nicht (aus)! Geh nicht auf das Eis (tu nicht … gehen), denke (mir) dran!
- Bisch bi Gott a Siech! Früehner hond d’Lit no A’schtand ghet.

Du bist wirklich (bei Gott) ein Nichtsnutz! Früher hatten die Leute noch Anstand (haben … gehabt).
- I hon as der scho etle Mol gset. I ho bi Gott gnue zum due.

Ich habe es dir schon etliche Male gesagt. Ich habe wirklich (bei Gott) genug zu tun.

## Sehenswürdigkeiten

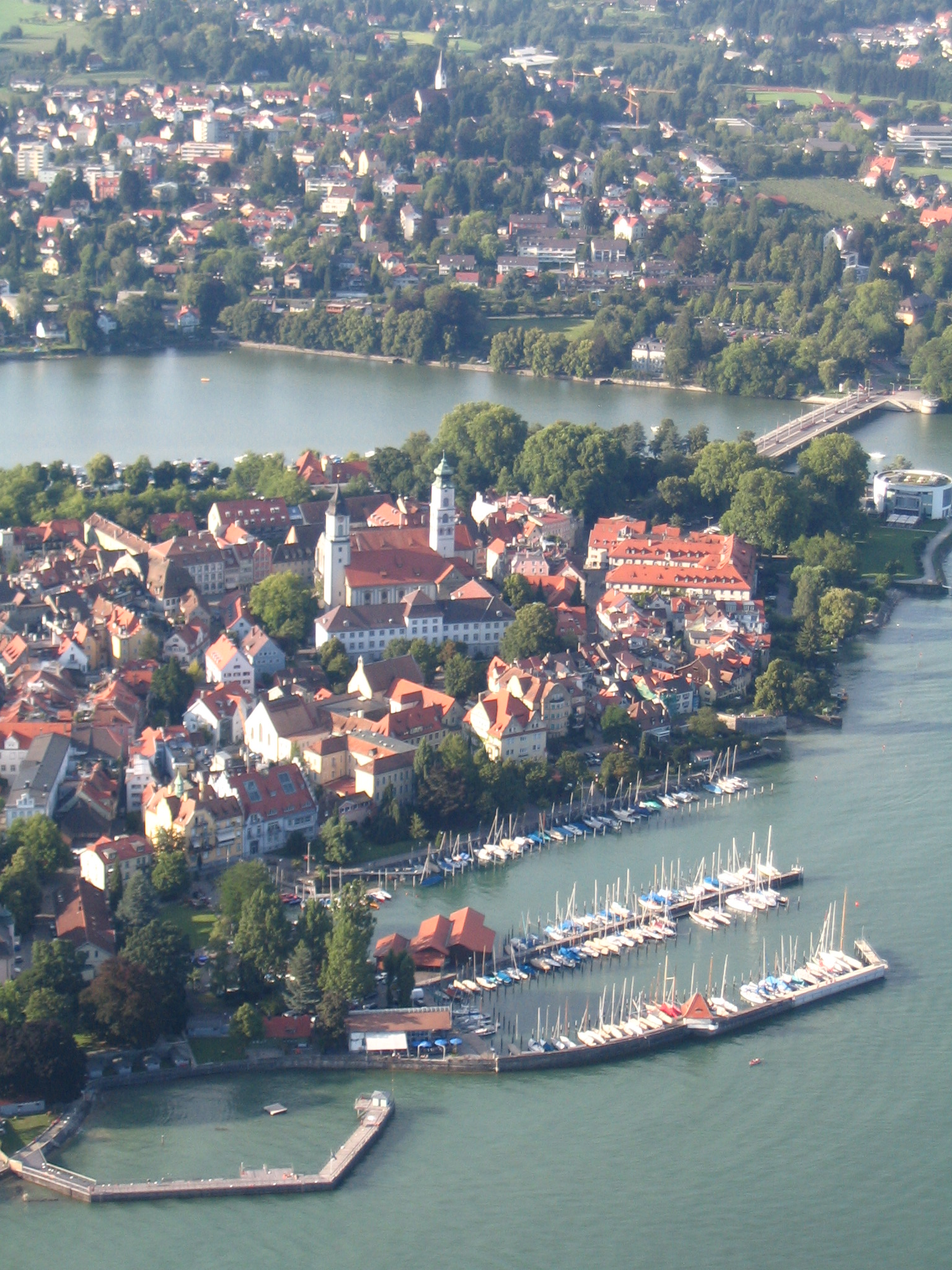
Altstadt mit Münster und St. Stephan, von Süden

### Stadtbild und Ensembles
Die Altstadt wartet mit einem weitgehend intakten Stadtbild auf, das die reiche Geschichte der ehemals freien Reichsstadt widerspiegelt. Die Insel steht unter Ensembleschutz. Einen weiteren Schwerpunkt bildet die Villenkolonie am Schachener Bodenseeufer.
→ Detailinformationen aller Baudenkmäler und einen allgemeinen baugeschichtlichen Abriss der Stadt bietet die Liste der Baudenkmäler in Lindau (Bodensee)

#### Hafeneinfahrt

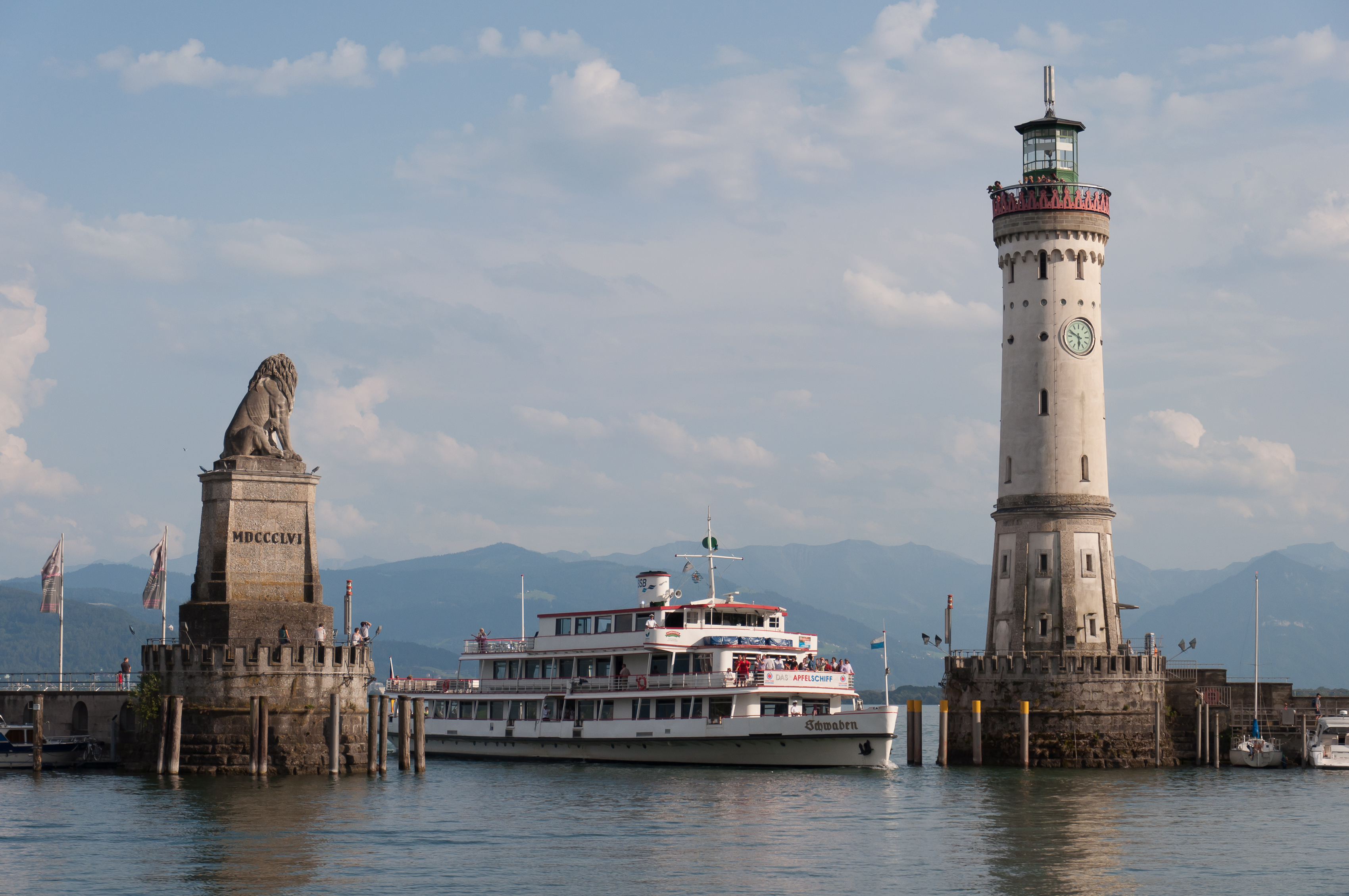
Hafeneinfahrt

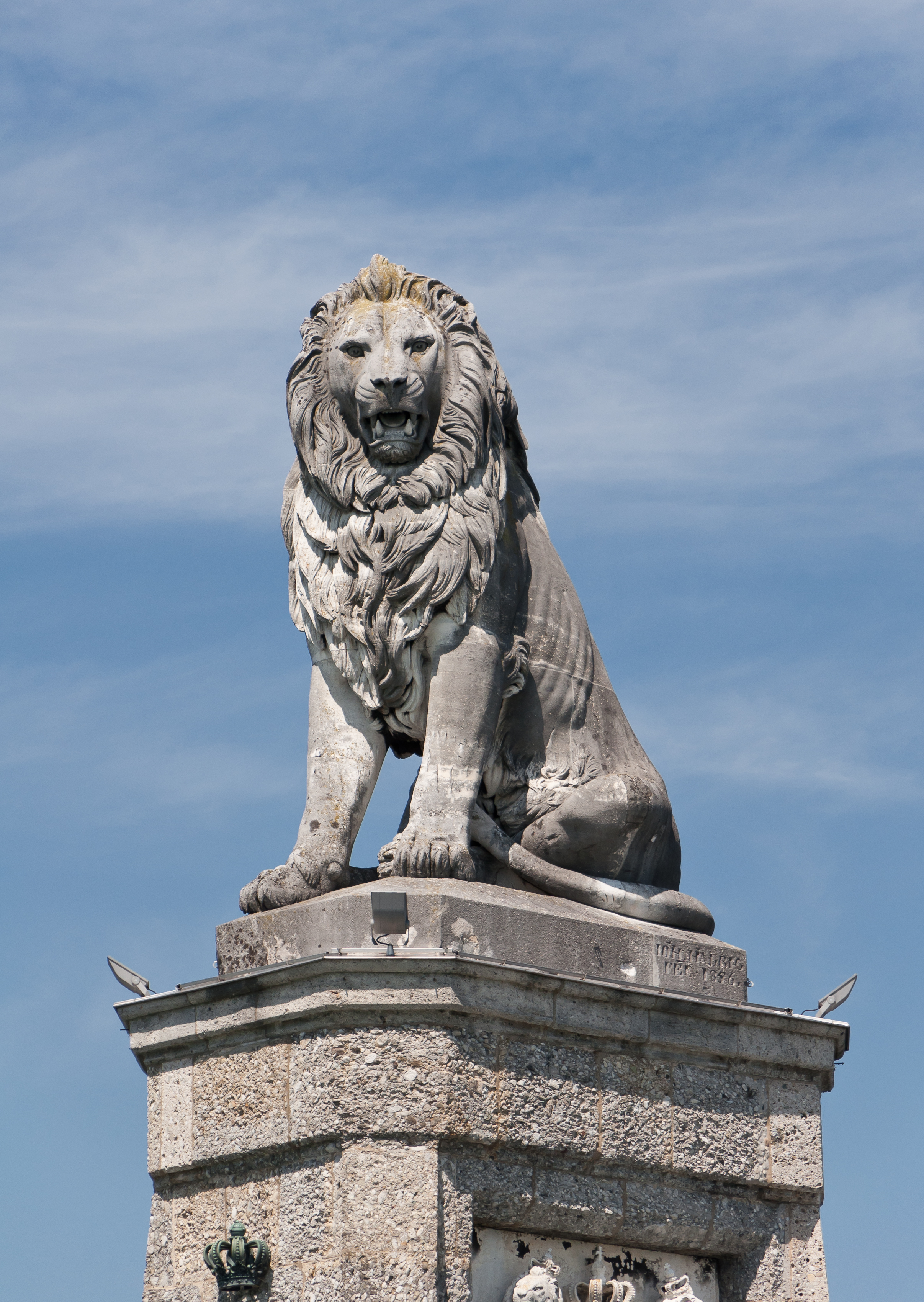
Der Bayerische Löwe

Die Einfahrt zum Hafen, in dem u. a. die Bodensee-Kursschiffe aus Bregenz, Rorschach und Friedrichshafen anlegen, wird begrenzt vom neuen Leuchtturm von 1856 auf der Westseite und von der Statue des Bayerischen Löwen auf der Ostseite. Der sechs Meter hohe, bewehrte Löwe sitzt, auf die Vorderpranken gestützt, auf einem dreistufigen Podest aus Nagelfluh und blickt zum Schweizer Ufer.
Er wurde vor 1856 von Johann von Halbig in sechs Teilblöcken aus einem Block von Kelheimer Marmor geschlagen und wiegt ca. 70 Tonnen. Die frühere Hafenmole wurde 1812 unter Verwendung von Blöcken aus Rorschacher Sandstein vom Kloster Mehrerau errichtet. Sie wurde 1986 wegen Einsturzgefahr vollständig abgerissen und in ihrer alten Form aus Südtiroler Sandstein neu erbaut. Sie ermöglicht einen Rundgang um die Löwenstatue.

#### Maximilianstraße

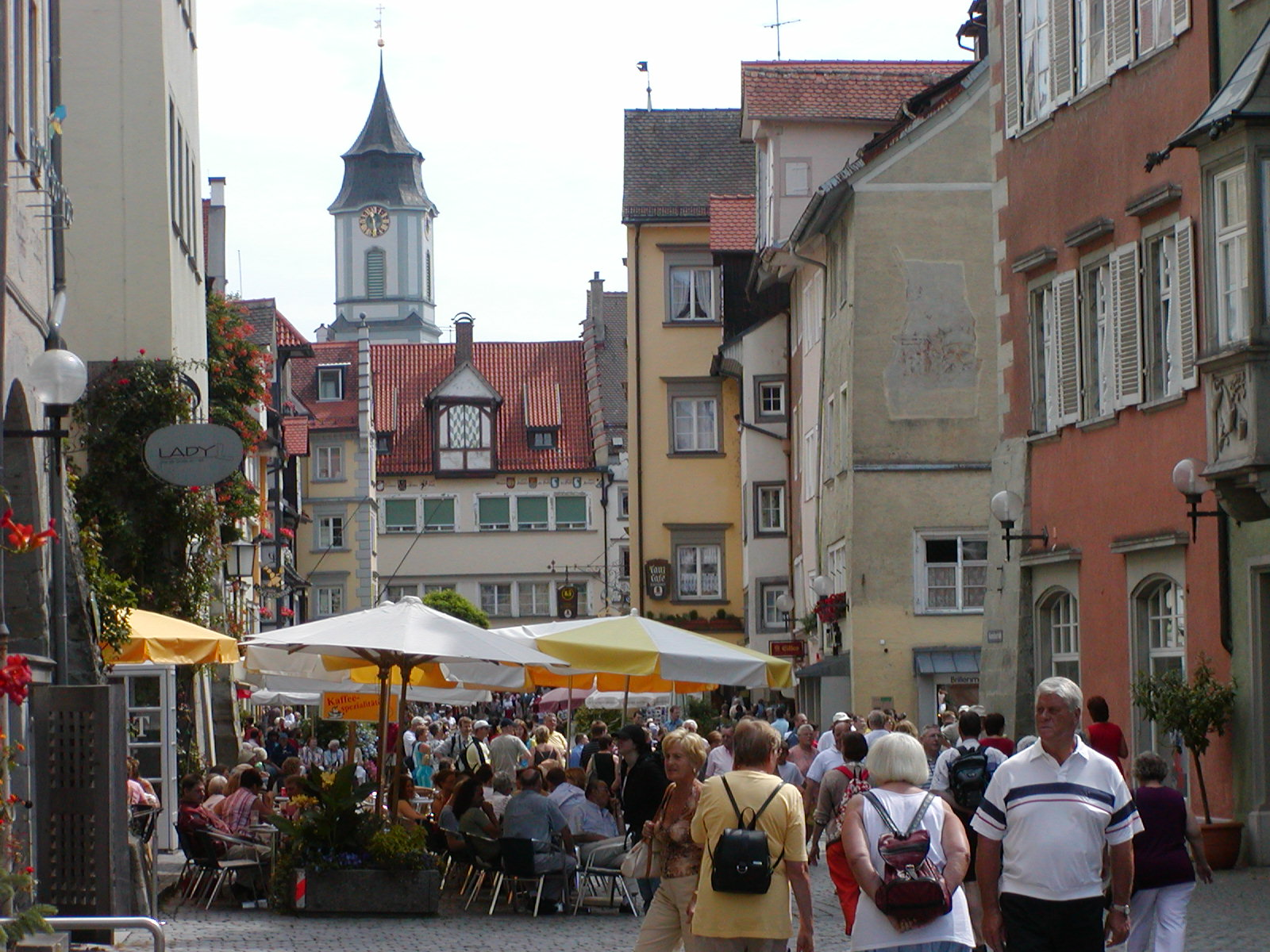
Fußgängerzone

Die Maximilianstraße ist Teil einer Fußgängerzone und die Hauptstraße der Altstadt auf der Insel. Hier befinden sich gut erhaltene Bürger- und Handwerkerhäuser aus dem 16. und 17. Jahrhundert mit Laubengängen, Brotlauben (Bäckerei), Krangauben, den typischen geschnitzten Fenstersäulen, Erkern und den großteils (traditionell als Brandschutz) überputzten Fachwerkfassaden.

#### Stadtbefestigung

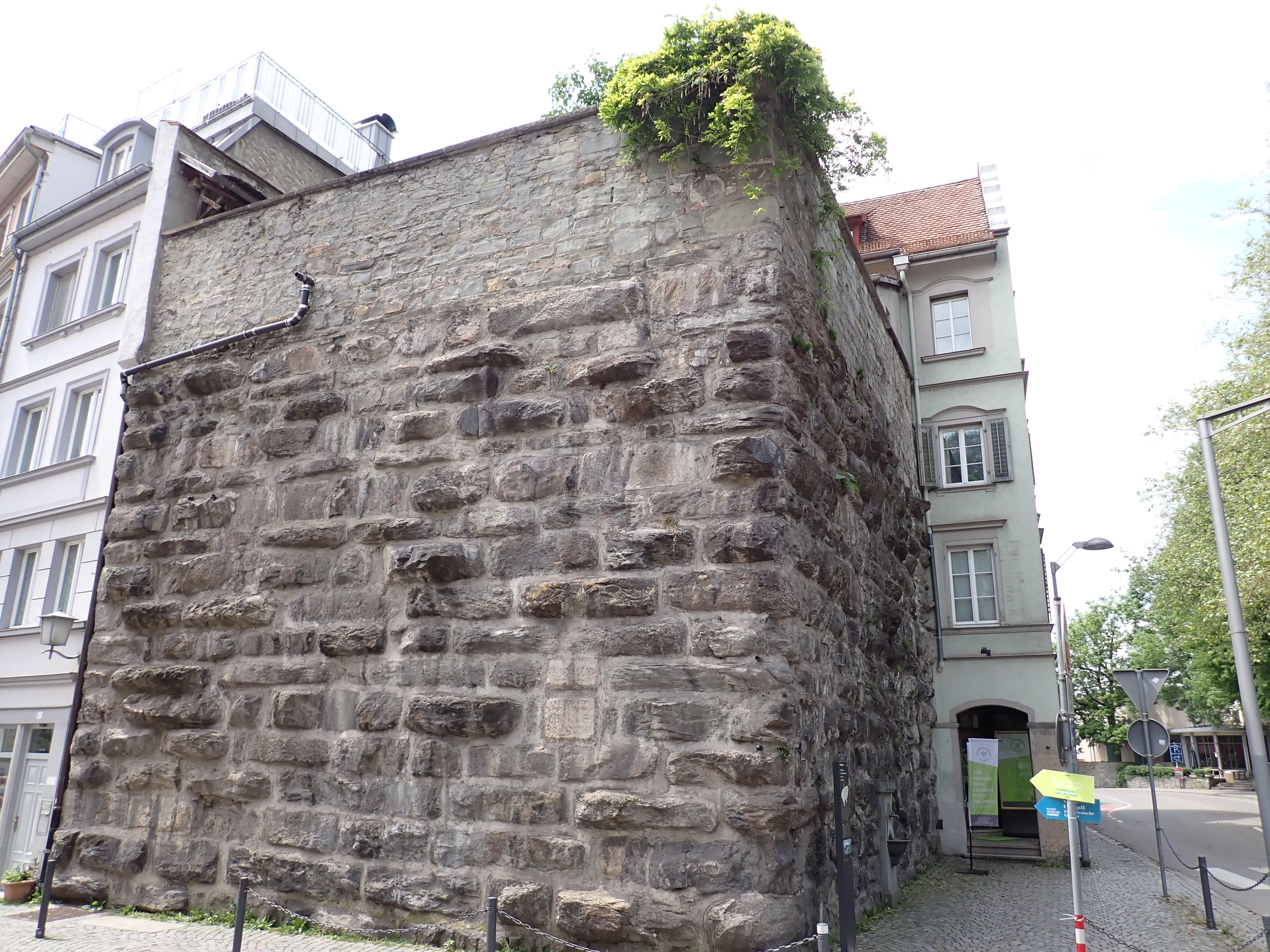
Sogenannte „Heidenmauer“

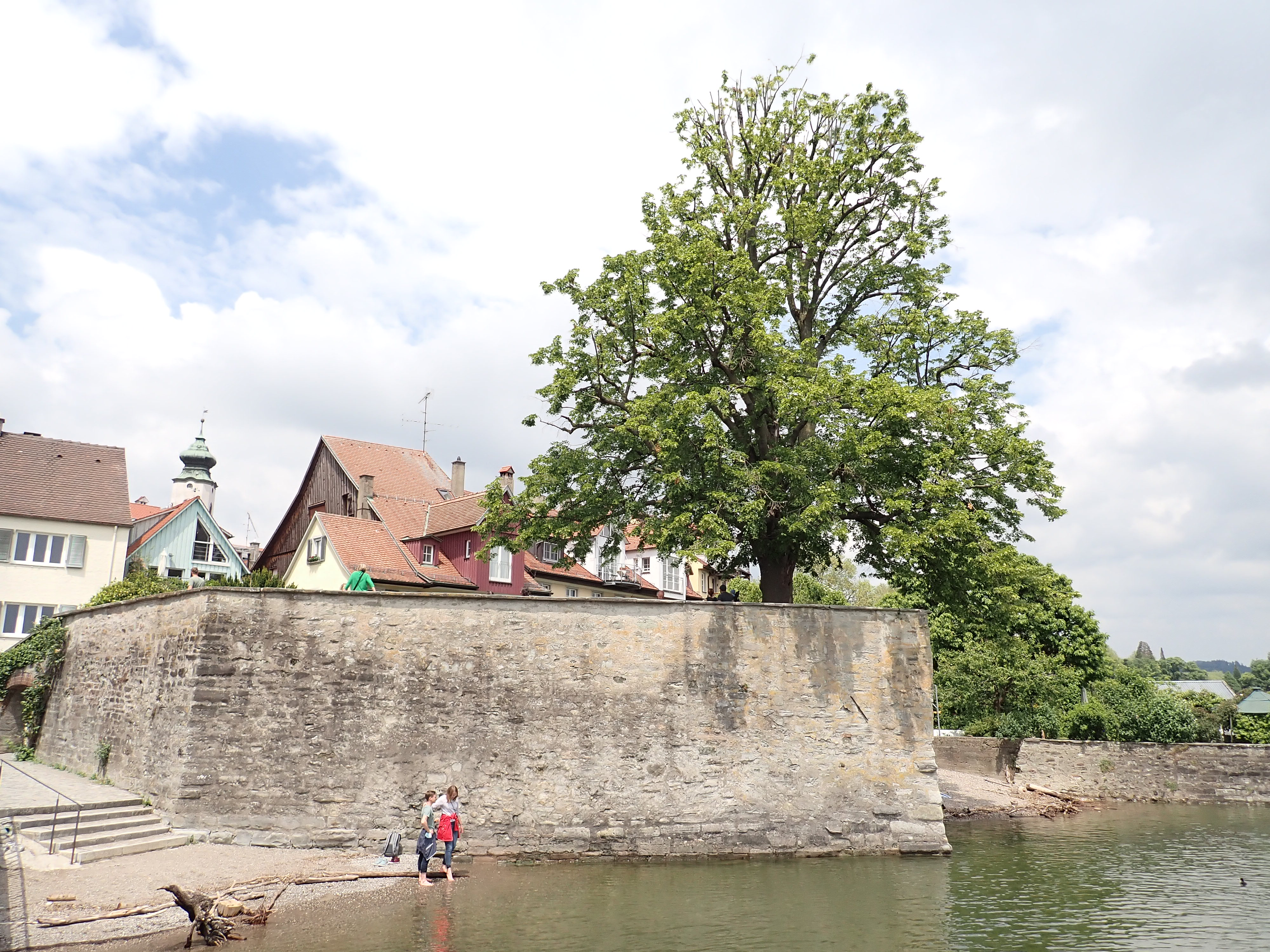
Gerberschanze

Die Befestigung des bebauten Inselteiles entstand im Wesentlichen im 12. und 13. Jahrhundert. Der Rest eines älteren, wohl schon im Zusammenhang mit dem 810/820 gegründeten Stift angelegten engeren Befestigungssystems ist in dem Heidenturm in der Nordostspitze der Insel am Übergang zum Festland zu vermuten. Zur Sicherung der in der Nordwestecke der Insel um die erhöht gelegene Peterskirche entstandenen Fischer- und Schiffersiedlung und der ehemaligen Lände am heutigen Paradiesplatz diente ursprünglich der Turm dieser ersten Pfarrkirche, der um 1425 auf Fundamenten des 11. Jahrhunderts errichtet wurde. Die stufenweise ausgebaute Ummauerung der Hauptinsel beginnt mit der ins 12. Jahrhundert fallenden planmäßigen Erweiterung der Bürgerstadt nach Westen bis zum Inselgraben.
Den Zug der Westmauer begleitete der wohl im frühen 13. Jahrhundert angelegte Inselgraben, der zugleich die sogenannte „Hintere Insel“ von der „Hauptinsel“ abtrennte. Der Verlauf ist nach Aufschüttung noch in dem heutigen Straßenzug Unterer Inselgraben, Inselgraben, sowie Zeppelinstraße erkennbar.
Der östlich neben dem Inselgraben verlaufende Mauerzug wurde nach Einbeziehung der Vorderen Insel in die Befestigung mit der westlichen Häuserzeile der Hinteren Metzgergasse überbaut bzw. 1811/12 bis auf geringe Reste abgebrochen.
Der zum ehemaligen Landtor führende Zug der Nordmauer ist in seinem Verlauf erkennbar und teilweise auch entlang der Zeppelinstraße bzw. der Häuserzeile Auf der Mauer in seiner Substanz erhalten.
Während die Südseite der Insel mit dem hierher verlegten Hafen hauptsächlich durch die ehemalige Vorinsel „Auf Burg“ (die sogenannte Römerschanze) und den um 1200 erbauten Mangturm gesichert war, konzentrierte sich die Befestigung auf die West- und Nordseite der Insel. Ab 1500 wurde die Befestigung zur Einbeziehung und Sicherung der damals unbebauten westlichen Inselhälfte erweitert; dabei wurden die Schanzen (Karlsbastion, Pulverschanze, Sternschanze und Lindenschanze) angelegt und im Jahr 1508 der Pulverturm am westlichsten Punkt der Insel errichtet. Noch vor Beginn des Dreißigjährigen Krieges wurde die Gerberschanze als eine Hauptbastion zur Verteidigung in Richtung Seeseite angelegt.
Die letzte durchgreifende Verstärkung der Befestigung fand in der ersten Hälfte des 17. Jahrhunderts mit der Anlage weiterer Bastionen und Schanzen statt: der Ludwigsbastion und der in Resten erhaltenen Maximiliansschanze beiderseits des Landtores (heute jeweils in die Oskar-Groll-Anlagen einbezogen) sowie der Gerberschanze, einer trapezförmig mit einer Spitze in den See ragenden Bastion auf der Südostseite der Insel.
Seit Anfang des 19. Jahrhunderts wurden die Mauern und Tore bis auf die genannten Reste abgetragen. Das Steinmaterial wurde vornehmlich bei der Vergrößerung und Modernisierung des Hafens in den Jahren 1811 und 1853 bis 1856 verwendet.

### Kirchen

#### Münster „Unserer Lieben Frau“
Die Ursprünge der Kirche am Marktplatz im östlichen Bereich der Insel von Lindau gehen bis auf das Jahr 810 zurück. Die Kirche (ehemals Stiftskirche Mariä Himmelfahrt) wurde nach dem Stadtbrand von 1728 in den Jahren 1748–1752 durch den Barockbaumeister des Schlosses und der Kirche auf der Insel Mainau, Johann Caspar Bagnato, errichtet. Im Inneren der katholischen Stadtpfarrkirche, die 1922 vollständig ausbrannte, finden sich barocke Deckenmalereien und eine Innenausstattung im Rokoko mit prunkvollem Rot-und-Gold-Dekor. Die 1987 eingestürzte Langhausdecke wurde inzwischen renoviert.

#### Evangelische Kirche St. Stephan

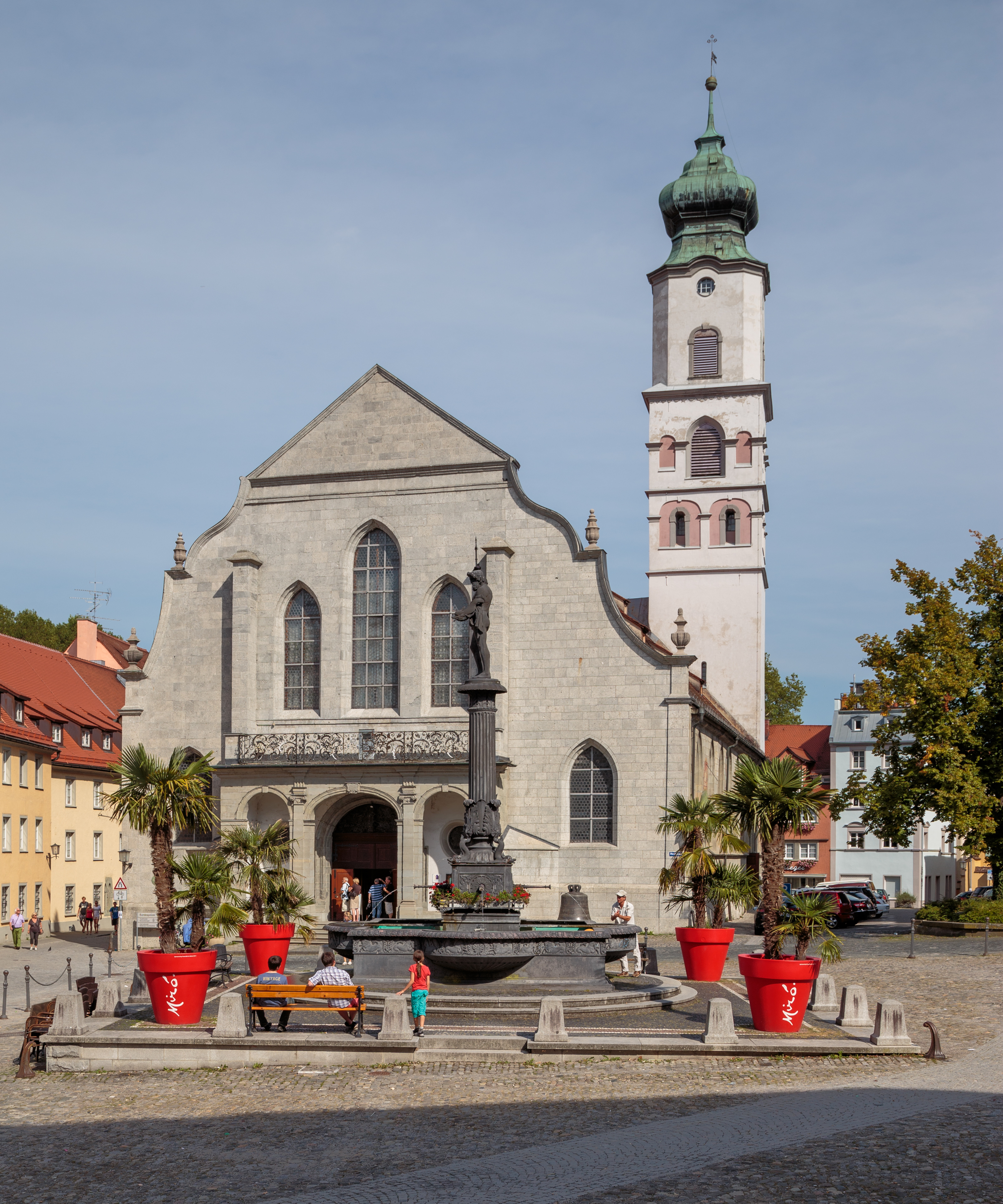
Kirche St. Stephan und Neptunbrunnen

Die größte Kirche der Stadt steht gegenüber dem Münster Unserer Lieben Frau am Marktplatz der Stadt. Der Bau mit einem schmiedeeisernen Balkon an der geschwungenen Fassade geht auf eine dreischiffige romanische Pfeilerbasilika von 1180 zurück. Nach mehreren Erweiterungen erhielt die Kirche etwa um 1506 ihre jetzige Außengestalt, der Turm erhielt jedoch erst ab 1781 die jetzige Zwiebelhaube.

##### Turm
Der Zwiebelturm ist 58 (nach anderen Angaben 62) Meter hoch. Der untere Teil ist romanisch und stammt aus der Zeit um 1180. Später wurde er im gotischen Stil aufgestockt und ab 1781 im Rokokostil nochmals erhöht. 2022 erfolgte eine gründliche Außeninstandsetzung, für welche der Turm vollständig eingerüstet wurde. Anlass war ein großer Putzbrocken, der aus 40 Meter Höhe herabgestürzt war.
Diese Sanierung sollte die Folgen einer ungünstigen Materialwahl bei früheren Instandsetzungen beheben: Zementputz hatte für einen Nässestau im Mauerwerksinneren und Frostsprengung gesorgt, und reichlich eingebaute Eisenbewehrungen hatten zu Rostsprengungen geführt. Bei der Großsanierung wurde auch ein romanischer, später zugemauerter Triforienbogen, der als Schallloch einer früheren Glockenstube diente, entdeckt.

##### Innenausstattung
Die Altäre und der zarte Stuck wurden 1781/1783 im Stile des Rokoko umgestaltet und sind heute von protestantischer Schlichtheit. Auch das hölzerne Deckengewölbe stammt aus jener Zeit. Eine Besonderheit ist das 200 Jahre alte Gestühl der Gemeinde. Da Lindau zunächst nicht der lutherischen Reformation, sondern dem Bekenntnis des Schweizer Reformators Zwingli folgte, wurde die Kirche entsprechend umgestaltet. Die Kanzel befindet sich in der Mitte der Kirche, und die Rückenlehnen der Bänke lassen sich umklappen, so dass man sowohl zum Altar als auch zur Kanzel blicken kann. Die Chorraumfenster stammen von 1965.

##### Glocken
Der Turm trägt ein 6,5 Tonnen schweres, vierstimmiges Geläut. Die große Glocke, auf der die Wappen Lindaus und anderer Reichsstädte abgebildet sind, wurde 1608 von Leonhard Ernst in Lindau gegossen und stürzte 1943 bei der Beschlagnahmung für Kriegszwecke vom Turm. Sie blieb offenbar intakt, überdauerte den Krieg auf dem Hamburger Glockenfriedhof und wurde wieder aufgehängt. Am 24. Dezember 1961 sprang sie. Dreimal schweißte die Nördlinger Firma Lachenmeyer den Riss.
Nachdem sie 1992 zum vierten Mal gesprungen war, goss die Glockengießerei Bachert 1993 eine neue Glocke. Die unbrauchbar gewordene Glocke mit einer Masse von ca. 3,8 Tonnen und einem Durchmesser von 1,76 Metern war danach am Turmfuß ausgestellt. Seit Oktober 2010 steht sie an einem repräsentativeren Platz vor dem Westgiebel.

##### Orgeln
Die Hauptorgel ist das siebte Werk in der Geschichte dieser Kirche. Der Mittelteil ihres Prospektes stammt von 1783 und stand damals im Chorraum. Beim Umbau der Kirche im Jahr 1860 wurde die Orgel auf die Westempore gestellt und der Prospekt mit 16′-Pedaltürmen ergänzt. 1924 errichtete die Firma G. F. Steinmeyer ein neues Werk mit 60 Registern auf drei Manualen und Pedal sowie mit pneumatischer Traktur hinter dem historischen Prospekt. 1975 erfolgte ein technischer Neubau als op. 2306 der gleichen Firma mit Schleifladen, mechanischer Spieltraktur und elektrischer Registrieranlage im alten Gehäuse unter Nutzung von 48 Registern (etwa 3700 Pfeifen) der Orgel von 1924. Die zwölf weggelassenen Register waren entweder unbrauchbar oder wurden in der neobarocken Disposition von 1975 als überflüssig betrachtet. Der Spieltisch von 1924 wurde an die Heilig-Kreuz-Kirche in Berlin-Wilmersdorf abgegeben und restauriert und war dort 2019 noch in Gebrauch.
| I Positiv C–g3 |                   |       |
| 1.             | Gedackt           | 8′    |
| 2.             | Quintade          | 8′    |
| 3.             | Prinzipal         | 4′    |
| 4.             | Koppelflöte       | 4′    |
| 5.             | Sesquialtera II 0 | 2 ⁄3′ |
| 6.             | Schwiegel         | 2′    |
| 7.             | Sifflöte          | 1 ⁄3′ |
| 8.             | Scharff V         | 1′    |
| 9.             | Krummhorn         | 8′    |
|                | Tremulant         |       |

| II Hauptwerk C–g3 |            |        |
| 10.               | Pommer     | 16′    |
| 11.               | Principal  | 08′    |
| 12.               | Gedackt 0  | 08′    |
| 13.               | Gemshorn 0 | 08′    |
| 14.               | Octave     | 04′    |
| 15.               | Rohrflöte  | 04′    |
| 16.               | Quinte     | 02 ⁄3′ |
| 17.               | Octave     | 02′    |
| 18.               | Cornett V  | 08′    |
| 19.               | Mixtur V   | 02′    |
| 20.               | Scharf IV  | 01′    |
| 21.               | Trompete   | 16′    |
| 22.               | Trompete   | 08′    |
| 23.               | Trompete   | 04′    |

| III Schwellwerk C–g3 |                     |         |
| 24.                  | Bordun              | 16′     |
| 25.                  | Principal           | 08′     |
| 26.                  | Nachthorn           | 08′     |
| 27.                  | Salicional          | 08′     |
| 28.                  | Oktave              | 04′     |
| 29.                  | Soloflöte           | 04′     |
| 30.                  | Nasat               | 02 ⁄3′  |
| 31.                  | Piccolo             | 02′     |
| 32.                  | Terz                | 01 3⁄5′ |
| 33.                  | Plein jeu V0        | 02′     |
| 34.                  | Basson              | 16′     |
| 35.                  | Trompete harmonique | 08′     |
| 36.                  | Oboe                | 08′     |
| 37.                  | Clairon             | 04′     |
|                      | Tremulant           |         |

| Pedal C–f1 |              |     |
| 38.        | Untersatz    | 32′ |
| 39.        | Prinzipal    | 16′ |
| 40.        | Subbass      | 16′ |
| 41.        | Oktave       | 08′ |
| 42.        | Gedackt      | 08′ |
| 43.        | Choralbass 0 | 04′ |
| 44.        | Nachthorn    | 02′ |
| 45.        | Mixtur VI 0  | 04′ |
| 46.        | Posaune      | 16′ |
| 47.        | Trompete     | 08′ |
| 48.        | Trompete     | 04′ |

- Koppeln: I/II, III/I, III/II, I, I/P, II/P, III/P

Die Stephanskirche gehört der Staatlichen Bayerischen Kirchenstiftung, die verlangt, dass Altes, wenn man es nicht erhalten kann oder will, ersetzt werden muss. Deshalb finanzierte sie als Ersatz für die beim Um- bzw. Neubau der Orgel von 1975 entfallenen Register zwölf neue Stimmen für den Bau einer Chororgel. Die Stephansgemeinde brachte noch das Geld für ein weiteres Register auf, sodass Steinmeyer 1977 die Chororgel als op. 2375 mit 13 Registern auf zwei Manualen und Pedal sowie mit mechanischen Spiel- und Registertrakturen baute.

#### Peterskirche
Diese älteste Kirche Lindaus und auch eine der ältesten Kirchen am Bodensee war dem Patron der Fischer, die früher um diesen Platz (Schrannenplatz) lebten, geweiht. Aus diesem Grund wird sie auch „Fischerkirche“ genannt. Gegenüber dem Eingang an der nördlichen Langhauswand befinden sich eine frühgotische Rötelzeichnung, die den Heiligen Christophorus darstellt, sowie rechts daneben drei Streifen zu je sechs Bildern, die auf 1485–1490 datiert werden. Die beiden oberen, relativ gut erhaltenen Streifen zeigen Szenen aus der Passion Christi, der untere, fast völlig zerstörte Streifen Szenen aus dem Leben des Heiligen Petrus. Eine Signatur „HH“ auf dem Ärmelsaum der Heiligen Maria Magdalena führte zu der Annahme, die Fresken seien das Werk von Hans Holbein d. Ä.; diese Zuordnung ist heute umstritten.
Seit 1928 wird dieser schlichte Bau als Kriegergedenkstätte genutzt. Außerdem befindet sich hier eine Gedenktafel für Opfer der NS-Gewaltherrschaft mit 18 Namen, bei einem davon mit dem Zusatz „gestorben in Auschwitz“.

#### Barfüßerkirche (heute Stadttheater)
Im 13. Jahrhundert wurde am Barfüßerplatz eine Kirche mit langgestrecktem, flachgedeckten Schiff mit gotischen Elementen und eingezogenem Chor erbaut und im Jahre 1380 fertiggestellt. Bekanntestes Mitglied des mittelalterlichen Franziskanerkonvents war der Chronist Johannes von Winterthur (gest. 1348 oder 1349). 1528 wurde das Kloster im Zuge der Reformation aufgelöst und in städtischen Besitz übernommen. 1641 zog die Lindauer Lateinschule in das Kloster ein. In den Jahren ab 1868 wurde ein Konzertsaal in den Kirchenraum gebaut, der 1887 noch durch einen Theaterraum erweitert wurde. Der Konzertsaal beheimatet heute die Lindauer Marionettenoper. 1950/1951 wurde unter Oberbürgermeister Walther Frisch mit dem Architekten Robert Braun das Theater zum heutigen Stadttheater umgebaut, 1986 wurde das Theater erneut renoviert. Aus dem frühen 16. Jahrhundert ist heute ein wertvolles Wandbild erhalten: auf der linken Bühnenseite das Bild des Jüngsten Gerichtes, das mit 1516 datiert ist.

### Einzelbauwerke

#### Stadtbahnhof Lindau
Der heutige Bahnhof Lindau-Insel wurde 1853 eröffnet. Sein heutiges Empfangsgebäude wurde von 1913 bis 1921 in einem etwas abgewandelten Jugendstil erbaut. Es zeichnet sich durch seine Decken- und Bodengestaltung sowie durch eine gut erhaltene Fassade mit Jugendstil-Elementen aus.

#### Altes Rathaus
Das Rathaus wurde 1422 ursprünglich gotisch erbaut und 1576 mit einem Treppengiebel in Renaissance-Stil umgebaut. Die Glocken an seiner Spitze tragen die Jahreszahl 1617. Die Fassade zur Fußgängerzone, am Bismarckplatz, ist zudem von einer großen überdachten, ursprünglich hölzernen Freitreppe geschmückt, die in einen Erker mündet. Die Südfront wurde im 19. Jahrhundert üppig historisierend mit Malerei geschmückt, welche die Lindauer Geschichte darstellt.
Im gotischen Ratssaal wurde 1496/1497 der von Maximilian I. einberufene Reichstag abgehalten. Darunter in der ehemaligen Markthalle sind noch Teile der Reichsstädtischen Bibliothek erhalten.

#### Neues Rathaus
Direkt neben dem Alten Rathaus befindet sich das Neue Rathaus. Hier ertönt täglich um 11:45 Uhr ein Glockenspiel. Glockenspiel am Neuen Rathausⓘ

#### Mangturm
Der Mangenturm – so die Inschrift neben der Tür – oder Mangturm gehört zu den älteren Leuchttürmen am See. Der fünfstöckige Turm (ohne Dachgeschosse) mit einer Höhe von 20 m hat einen quadratischen Querschnitt und ein vorkragendes Obergeschoss.
Von 1180 bis 1856 war er als Leuchtturm in Betrieb; gleichzeitig war er Endpunkt der Stadtmauer sowie Ausgangspunkt des Mauerzuges, der den um 1370/1380 nach Auffüllung der alten Lände erbauten Diebsturm einbezog und bis zu dem im Fundamentbereich erhaltenen nordwestlichen Eckturm (Looserturm) verlief. Der Name leitet sich vom ehemals nahen Tuch- und Manghaus ab, weswegen er zumeist Mangturm genannt wird. Als im Jahr 1856 der neue Leuchtturm Lindau fertiggestellt wurde, verlor der Mangturm seine Funktion als Signal- und Beobachtungsturm.
Der Mangturm mit seinem spitzen buntglasierten Ziegelhelm aus dem 19. Jahrhundert liegt an der Seepromenade des Hafens und war bis ins 19. Jahrhundert nur über eine Zugbrücke zu erreichen. Eine Steintafel rechts neben dem Eingang am Turm trägt die Inschrift
Dieser Turm
der Mangenturm genannt
ward im XII. Jahrhundert erbaut
zu Leuchte, Schutz und Trutz
unseres Seehafens;
ein kräftig Wahrzeichen
der ehemaligen
freien Reichsstadt Lindau.

#### Diebsturm
Am westlichen Ende der Altstadt auf der Insel Lindau wurde 1380 dieser Rundturm als Teil der Stadtbefestigung errichtet. Er besitzt einen oktogonalen Spitzkegelhelm und wird von vier filigranen sechsseitigen Ecktürmchen gekrönt. Lange Zeit diente er als Gefängnis, woher der Turm seinen Namen herleitet.

#### Zeughaus
In unmittelbarer Nähe des Diebsturmes steht das unter Kaiser Maximilian I. erbaute kaiserliche Zeughaus, das später als Theatersaal, Kaserne und Salzstadel genutzt wurde.

#### Haus zum Cavazzen
Das vom Appenzeller Baumeister Jakob Grubenmann 1728–1729 erbaute barocke Bürgerhaus der Lindauer Patrizierfamilie Seutter von Loetzen wird von einer Fassadenmalerei mit tiefer plastischer Wirkung unter dem großen Walmdach geschmückt. Von ihm stammt auch das benachbarte Haus zum Baumgarten. Der Kunsthistoriker Georg Dehio bezeichnete den Cavazzen als „schönstes Bürgerhaus am Bodensee“. Im Haus befand sich von 1929 bis 2018 das Stadtmuseum Lindau. Von 2019 bis 2025 wurde der Bau umfassend saniert. Die Wiedereröffnung findet im Mai 2025 statt.

#### Lindavia-Brunnen
Dieser Brunnen mit vier Halbschalen aus rotem Marmor am Reichsplatz wurde 1884 anlässlich des 20. Krönungstags von König Ludwig II. eingeweiht. Auf einem hohen Sockel steht die Verkörperung des Stadtnamens Lindavia mit dem Lindenzweig als Beschützerin der Stadt. Die bronzenen, fast lebensgroßen Beckenfiguren symbolisieren die Quellen des Reichtums des ehemals selbstständigen Lindaus: die Schifffahrt, die Fischerei, den Wein- und den Ackerbau. Sie wurden von Wilhelm Rümann aus München entworfen.

#### Ehem. Damenstift/Amtsgericht
Das Amtsgebäude in Hafennähe wurde in den Jahren 1730 bis 1736 im ehemaligen Damenstift errichtet. Heute sind in diesem Gebäude neben dem Amtsgericht Lindau auch Teile des Landratsamtes Lindau untergebracht. Eine Decke wird geziert vom Fresko „Göttliche Tugenden“ (1736) des Wangener Barockkünstlers Franz Joseph Spiegler.

#### Villen und Herrenhäuser
Auf dem Festland sowie im weiteren Umfeld stehen weitere Villen:
- Villa Toskana (erbaut von Großherzog Ferdinand IV. von der Toskana, heute Dienstsitz der Oberbürgermeisterin und zentraler Ämter) im Toskana-Park bei der Brücke zur Insel,
- Schachen-Schlössle,
- Lindenhof-Villa,
- Hoyerberg- bzw. Gruber-Schlösschen,
- Villa Leuchtenberg,
- Schloss Holdereggen,
- Schloss Senftenau,
- Montfort-Schlössle (Hotel-Restaurant in Streitelsfingen)

In der Villa Lindenhof befindet sich das Museum friedens räume der katholischen Friedensbewegung Pax Christi, in dem Personen und Konzepte pazifistischer Gesinnung von der Antike bis zur Gegenwart dargestellt werden.
Die Seepromenade befindet sich am Aeschacher Ufer.

#### Luitpold-Kaserne
Neben der seit 1805 im östlichen Teil der Garnisonstadt Lindau bestehenden „Max-Josef-Kaserne“ wurde in den Jahren 1902/1903 im Bereich der Hinteren Insel die „Luitpold-Kaserne“ errichtet. Im September 1973 war die 70-jährige militärische Nutzung beendet, und 1975 ging das ehemalige Kasernenareal in den Besitz der Stadt Lindau über. Das Kasernengebäude wurde in den Jahren 2000 bis 2002 von Grund auf saniert und umgebaut.

#### Rainhaus
Das Rainhaus im Lindauer Gemeindeteil Aeschach ist das 1586 errichtete frühere Pesthaus der Stadt. Es ist eines der wenigen Pesthäuser, die sich bis in unsere Zeit weitgehend in ihrer ursprünglichen Gestalt erhalten haben.

#### Pilzkiosk
Zwischen dem Seeufer zum „Kleinen See“ und der Zwanziger Straße steht einer der letzten acht (von ehemals über 50) noch betriebenen Pilzkioske, die von dem Unternehmen Waldner aus Wangen im Allgäu entwickelt wurden. Im Volksmund wird er hauptsächlich „Milchpilz“ genannt.

#### Lindenhofbad
Das Lindenhofbad im Gemeindeteil Bad Schachen ist nicht nur in freizeittechnischer Hinsicht interessant. Das Gebäude ist mit seiner Leichtigkeit und Beschwingtheit beispielhaft für die Architektur der 1950er Jahre.

#### Strandbad Bad Schachen
Das Strandbad in Bad Schachen ist Teil des Kurhotels Bad Schachen. Es wurde in den 1920er Jahren erbaut und wird zu den Höhepunkten der hölzernen Badearchitektur am Bodensee gezählt.

#### Aeschacher Bad
Das 1911 erbaute Badehaus steht als Pfahlbau in der Nähe des Bahndamms zur Insel am Seeufer.

### Friedhöfe
- Auf dem Friedhof Aeschach an der Ludwig-Kick-Straße erinnert ein Gemeinschaftsgrab mit Kreuz und Gedenktafel an 26 dort bestattete Opfer aus nationalsozialistischen Konzentrationslagern.
- Auf dem Alten Friedhof Aeschach steht die 1515 erbaute und 1520 eingeweihte Krell’sche Kapelle. Des Weiteren haben sich viele Grabmäler des 16. und 17. Jahrhunderts erhalten.

## Sport und Freizeit
Lindau war mehrere Jahre Durchgangsort für das Radrennen Deutschland Tour. Weiterhin fanden mehrmals internationale Leichtathletik-Wettbewerbe im Lindauer Stadion statt.
Der Lindauer Segler-Club ist Ausrichter der Langstreckenregatta Rund um den Bodensee.
Im Lindauer Hafen ist seit 2007 jährlich im Oktober der Start für den Marathon der 3 Länder am Bodensee. Die 42,2 km lange Strecke führt am Bodensee entlang nach Österreich und in die Schweiz mit Ziel im Stadion von Bregenz. Es wird in verschiedenen Kategorien gestartet (Halb- und Viertelmarathon, Nordic-Walking und Staffelbewerb).
In Lindau wurde im Mai 2012 erstmals der Triathlon Lindau am Bodensee ausgetragen. Dieser Wettkampf ging über die Mitteldistanz, olympische Distanz sowie eine Sprint- und Schülerdistanz.
In Lindau gibt es verschiedene Sportvereine, darunter den TSV Lindau von 1850 e. V., den Eishockeyclub EV Lindau und den Fußballverein SpVgg Lindau.
Am 14. November 2021 schwamm Paul Bieber als erster Mensch bei unter 10 °C Wassertemperatur rund um die Insel Lindau.

### Schwimmbäder
Neben der Therme Lindau gibt es mehrere Freibäder, die jedoch nicht alle öffentlich zugänglich sind. Es gibt das kostenlose Lindenhofbad (s. Baudenkmäler) und das Freibad Oberreitnau. Privat betrieben und teilweise nur mit Vereinsmitgliedschaft betretbar sind das Römerbad auf der Insel, das Aeschacher Badehaus und das Strandbad Bad Schachen.

#### Spaß- und Vitalbad „Limare“
Das Limare war das Hallenbad der Stadt Lindau. Es wurde 2021 geschlossen, weil dort eine neue Schule gebaut werden soll. Vorhanden waren ein Schwimmerbecken, ein Warmwasser-Spaßbecken mit Außenbereich, ein Kinderbecken mit Spielmöglichkeiten, eine Röhrenrutsche und eine Saunalandschaft.

#### Strandbad Eichwald
Das Strandbad Eichwald war das einzige Freibad in Lindau, das gleichzeitig über Schwimmbecken und einen Seezugang verfügte. Es wurde 2017 geschlossen, da auf dem Gelände eine ganzjährig nutzbare Therme gebaut und im Juni 2021 eröffnet wurde.

#### Freibad Oberreitnau
Im Freibad im Gemeindeteil Oberreitnau können Besucher ein großes Becken, das in einen Schwimmbereich und einen Kinderbereich mit Wasserrutsche unterteilt ist, oder ein Kleinkinderbecken nutzen. Des Weiteren sind ein Spielgerüst und eine Wippe am Rande der Liegewiese vorhanden. Dazu gibt es ein Volleyballfeld und einen Bolzplatz.

## Wirtschaft und Infrastruktur
Lindau wurde zu Beginn des 20. Jahrhunderts zu einem Zentrum der Textilindustrie. Der Aufschwung begann im 19. Jahrhundert mit der Köchlinfabrik in Reutin und hatte einen Höhepunkt nach dem Zweiten Weltkrieg mit der Kleiderfabrik Fink (1947), den Textilwerken Heinrich Kunert (1950 oder 1952–1998; Bruder von Julius Kunert jun.) und der Schneiderei Widenhorn. Heute sind neben zahlreichen Kleingewerbebetrieben auch diverse größere Firmen wie Liebherr, Continental AG, Cofely Refrigeration (bis 2009 Axima), Dornier, Metzeler und Xomox ansässig.
Es gibt viele Obstbaubetriebe in Lindau. Die Lindauer Bodensee-Fruchtsäfte GmbH vertreibt ihre Produkte unter dem Markennamen Lindauer Fruchtgarten. Die Fischerei spielt wirtschaftlich nur noch eine untergeordnete Rolle, von Bedeutung ist sie aber noch für Gastronomie und Tourismus.
Die Wasserversorgung erfolgt zum größten Teil aus dem Bodensee über das Seepumpwerk in Nonnenhorn und den Hochspeicher auf dem Hoyerberg. Die Gasversorgung in Lindau (Bodensee) wird von den Stadtwerken Lindau betrieben, die ihr Erdgas über das vorgelagerte Netz der TWS Netz GmbH beziehen. Die Stadtwerke Lindau setzen bei der Stromversorgung auf Ökostrom aus Wasserkraftwerken in Vorarlberg.

### Tourismus
Im Sommer ist der Tourismus eine wichtige Einnahmequelle. Lindau ist eines der wichtigsten Touristenziele am Bodensee. Jährlich wiederkehrende Veranstaltungen wie die Tagung der Nobelpreisträger in Lindau, die Lindauer Psychotherapiewochen und die Gartentage Lindau lassen ebenfalls viele Gäste nach Lindau kommen.
Lindau liegt an zwei Ferienstraßen. Die grenzüberschreitende Grüne Straße („Route Verte“), die in den Vogesen in Contrexéville beginnt und bei Breisach den Rhein überschreitet, endet in der Nordroute in Lindau.
Die Deutsche Alpenstraße führt von Lindau über Garmisch-Partenkirchen und Berchtesgaden nach Marktschellenberg nahe Salzburg.
Als direkt am See liegende Gemeinde ist Lindau Station des Bodensee-Radwegs und des Bodensee-Rundwegs.

### Gastronomie
Lindau hat zahlreiche Gaststätten, die sich zum größten Teil auf der Insel befinden und von vielen Tagestouristen besucht werden.
Die Spielbanken Bayern betreiben in Lindau eine nach dem Zweiten Weltkrieg eingerichtete Spielbank. Das an repräsentativer Stelle nahe der Seebrücke stehende, einem Jeton nachempfundene Gebäude wurde im Jahre 2000 eingeweiht und ersetzt einen dort zuvor errichteten, 40 Jahre lang bestehenden Holzbau.

### Trinkwasserversorgung und Abwasserentsorgung
Die Gewinnung, Aufbereitung und Verteilung des Trinkwassers wird von den Stadtwerken Lindau übernommen. Das Trinkwasser wird aus dem Bodensee in 60 m Tiefe gewonnen und im Seepumpwerk Nonnenhorn aufbereitet . Jährlich werden 3 Mio. m³ Trinkwasser abgegeben. Die Gesamthärte liegt mit 8,8 bis 10,6 °dH im Härtebereich „mittel“. Der Brutto-Verbrauchspreis beträgt 1,71 Euro je Kubikmeter (Stand Oktober 2021).
Die Ableitung und die Reinigung des anfallenden Abwassers fallen in den Zuständigkeitsbereich der Garten- und Tiefbaubetriebe Lindau. Die öffentliche Kanalisation ist etwa 265 km lang. Der Anschlussgrad von Lindau lag 2016 bei 99,6 %. In der zentralen Kläranlage  wird das Abwasser von Lindau und den Gemeinden Achberg, Bodolz, Nonnenhorn, Sigmarszell, Wasserburg, Weißensberg und Wettis gereinigt. Die Anlage hat eine Ausbaugröße von 60.000 Einwohnerwerten und behandelt jährlich 4 Mio. m³ Abwasser im Belebtschlammverfahren. Um die strengen Richtlinien der Internationalen Gewässerschutzkommission für den Bodensee einhalten zu können (Phosphorgehalt max. 0,3 mg/l), erfolgt als weitere Reinigungsstufe eine Filtration des Abwassers über Bims- und Quarzsand. Anschließend wird es in Badewasserqualität 300 m vom Ufer entfernt in 12 bis 15 m Wassertiefe in den Bodensee eingeleitet. Derzeit (2023) befindet sich eine 4. Reinigungsstufe zur Eliminierung von Spurenstoffen in Planung.
Der anfallende Klärschlamm wird verfault, über Pressen entwässert und anschließend in der Landwirtschaft als Dünger verwendet. Das bei der Faulung entstehende Klärgas wird zur Stromerzeugung in einem Blockheizkraftwerk verwendet.

## Bildung
Neben den Grund- und Mittelschulen gibt es in Lindau zwei Realschulen und zwei Gymnasien sowie ein berufsbildendes Zentrum und eine Fachoberschule.
- Grundschule Lindau-Aeschach
- Grundschule Lindau-Hoyren
- Grundschule Lindau-Insel
- Grundschule Lindau-Oberreitnau
- Grundschule Lindau-Reutin
- Grundschule Lindau-Zech
- Hauptschule Lindau-Aeschach
- Hauptschule Lindau-Reutin
- Mittelschule Lindau-Aeschach
- Mittelschule Lindau-Reutin
- Freie Schule Lindau
- Mädchenrealschule des Maria-Ward-Instituts
- Staatliche Realschule im Dreiländereck
- Staatliche Wirtschaftsschule Lindau
- Bodensee-Gymnasium
- Valentin-Heider-Gymnasium
- Staatliche Fachoberschule
- Staatliche Berufsschule und Berufsfachschule für Gastronomie
- Volkshochschule (im Gebäude der Luitpoldkaserne)

## Verkehr

### Bahn
Lindau ist der Endpunkt der Bahnstrecke Buchloe–Lindau, deren südöstlicher Abschnitt von Kempten nach Lindau 1853 fertiggestellt wurde. Sie wurde bis 2020 im Rahmen des Projekts Ausbaustrecke München–Lindau zwischen Hergatz und Lindau elektrifiziert. Von 1869 bis 1939 bestand ein Trajekt-Anschluss für Güterwagen nach Romanshorn und von 1873 bis 1899 nach Konstanz. 1899 wurde die Bahnstrecke Friedrichshafen–Lindau in Betrieb genommen; sie ist seit 2021 ebenfalls elektrifiziert. Die Bahnstrecke Lindau–Bludenz wurde 1872 gebaut und bis 1954 elektrifiziert. Sie war bis 2020 die einzige von Lindau ausgehende elektrifizierte Strecke.
Der Bahnhof Lindau-Insel, bis 2020 Lindau Hbf, liegt als Kopfbahnhof auf der Insel in der Nähe des Hafens. Die Züge passieren den Bodensee auf dem dafür gebauten Bahndamm; dieser und die Seebrücke für den Straßenverkehr grenzen den so genannten „Kleinen See“, der zwischen dem Gemeindeteil Aeschach und der Insel liegt, vom Bodensee ab. Der Inselbahnhof war lange Zeit mit einer großen Rangierfläche, einem über eine Drehscheibe angeschlossenen Rundlokschuppen und einem Bahnbetriebswerk ausgestattet, das aber heute nur noch als Baukörper existiert.
Im Zuge des Projekts Lindau 21 ist der Kopfbahnhof seit dem Fahrplanwechsel im Dezember 2020 durch einen Durchgangsbahnhof auf dem Festland ergänzt worden und soll verkleinert werden. Die Fernzüge Zürich–Bregenz–Lindau–Memmingen–München fahren den Bahnhof Lindau-Insel nun nicht mehr an, sondern bedienen ohne Fahrtrichtungs- und Traktionswechsel den im Dezember 2020 wieder für den Personenverkehr in Betrieb genommenen Bahnhof Lindau-Reutin, in den die Deutsche Bahn 21 Millionen Euro investierte. Der Spatenstich fand am 23. Juli 2019 statt. Seit Dezember 2020 werden auf der Verbindung München–Zürich Elektrotriebzüge vom Typ Alstom ETR 610 (Astoro) mit Neigetechnik eingesetzt. Durch all diese Maßnahmen verkürzte sich die Fahrzeit von München nach Zürich um rund eine Stunde. Gesteuert werden alle Bahnanlagen im Raum Lindau durch ein elektronisches Stellwerk in Immenstadt.
Zum Fahrplanwechsel im Dezember 2021 wurde Lindau an das Schweizer S-Bahn-Netz durch eine Verlängerung der S-Bahn S7 aus Romanshorn angebunden. Es fahren elf Zugpaare pro Tag.

### Straße
Die Stadt liegt an der A 96 und den Bundesstraßen 12 und 31. Letztere geht nördlich des Stadtgebiets in die Bundesstraße 308 über. Durch die als Ortsumgehung dienende B 31 wird ein erheblicher Teil des Fernverkehrs um die Stadt herumgeleitet. Dies hat es erlaubt, einige mehrspurige Ampelkreuzungen im Stadtgebiet in einfache Kreisverkehre umzuwandeln.

#### Stadtverkehr
Das Stadtgebiet wird durch den Stadtbus Lindau mit fünf Linien erschlossen. Vier der Stadtbuslinien bedienen nahezu alle Gemeindeteile im 30-Minuten-Takt; ein zentraler Umsteigepunkt (ZUP) befindet sich im Gemeindeteil Aeschach. Mittlerweile bestehen dort auch Anschluss- und Umsteigemöglichkeiten zu wenigen Regionalbuslinien.

#### Regionalverkehr
Regionalverkehr wird unter anderem durch die Regionalbus Augsburg in Richtung Allgäu sowie in Kooperation mit anderen Verkehrsunternehmen nach Bregenz, nach Wangen im Allgäu und nach Friedrichshafen realisiert.

#### Fernverkehr
Derzeit (2014) wird Lindau durch eine Fernbuslinie von Mein Fernbus an das deutsche Fernbusnetz angebunden, da die Stadt nur den zwar zentral, aber weitab von den Transitstraßen liegenden Berliner Platz als Fernbushalt vorsieht. Einige weitere Fernbuslinien fahren an Lindau vorbei.

#### Radverkehr
Die Stadt Lindau hat einen Radverkehrsanteil von 27 % und möchte ihn weiter steigern. Sie ist Mitglied der AGFK Bayern.
Die Stadt liegt am Bodensee-Radweg, der an der Nordseite des Sees auch ein Teil der D-Route 8 (Rhein-Route) ist.
Lindau ist zudem Startpunkt des Bodensee-Königssee-Radwegs, welcher von Lindau zunächst über Sigmarszell und Hergensweiler nach Hergatz und weiter über Röthenbach (Allgäu) nach Oberstaufen führt.

#### Weitere Verkehrsangebote
Im Stadtkern wird auch Carsharing angeboten.

### Schiff
Durch Gesellschaften aus Deutschland, Österreich und der Schweiz wird Kursschifffahrt nach Rorschach, Konstanz und Bregenz betrieben. Neben dem zentralen Hafen in der Stadt, von dem am Lindauer Leuchtturm die Kursschiffe unter anderem der Weißen Flotte der Bodensee-Schiffsbetriebe GmbH über den ganzen See ablegen, gibt es auf der Insel auch einen Segelhafen mit Schiffshebevorrichtungen und den Einrichtungen von Wasserwacht und Wasserschutzpolizei.
Hinzu kommt ein größeres Areal mit Anlegern am sogenannten Kleinen See an der Landseite der Insel für Motorboote. Neben mehreren Bootsvermietungen gibt es noch diverse kleinere Anlegestege, zum Beispiel einen für kürzere Rundfahrten in der Bregenzer Bucht in der Nähe der Spielbank.
Auf dem Festland finden sich am Ufer zahlreiche private Klein-Hafenanlagen z. T. aus früheren Zeiten, meist als Beiwerk zu den dort errichteten Villen. Viele davon sind versandet. Privatleute mit Seegrundstück verwenden heutzutage eher Slipanlagen. Auch der örtliche Ruderclub betreibt für seine Sport- und Wettkampfboote in der Ecke Aeschacher Ufer und Eisenbahndamm einen Einstieg zum See. Als Großanlage für die allgemeine Nutzung gibt es in Zech einen weiteren großen Segelhafen. Die teils großen Boote der Rund-Um-Regatta werden zum Ansegeln dagegen üblicherweise mit extra angeforderten Mobilkranen direkt vom Anhänger über die Brüstung der Hafenmauer ins Becken hinabgelassen.
Der Schaufelraddampfer Hohentwiel sowie die MS Oesterreich steuern ebenfalls den Hafen Lindau an.
Auch ein Unglück auf dem See ist mit Lindau verknüpft: 1897 stieß die auslaufende Habsburg mit der ankommenden Stadt Lindau zusammen, die sank, wobei drei Passagiere ums Leben kamen. Der schuldige österreichische Schiffskommandant wurde verurteilt, und Österreich musste 31.000 Mark Entschädigung an Bayern zahlen.

## Persönlichkeiten

### Ehrenbürger
Ehrenbürger der Stadt Lindau (bisher 26 Personen) sind u. a. Friedrich von Thiersch, Ferdinand Graf von Zeppelin, Ludwig Kick, Lennart Graf Bernadotte und Josef Steurer.

### Söhne und Töchter der Stadt

#### Bis 1900
- Johann Hüglin (* vor 1490; † 1527), Frühmessner (Pfarrer) und evangelischer Märtyrer
- Esaias Gruber († um 1595), Bildhauer
- Sir John Spilman († 1626), Papierfabrikant und Juwelier in England
- Achilles Pirminius Gasser, auch Gasserus (1505–1577), Mediziner und Historiker
- Nikolaus Varnbüler (1519–1604), Rechtsgelehrter und Diplomat, Professor an der Eberhard Karls Universität in Tübingen.
- Valentin Erythräus (1521–1576), Studium bei Sturm, Luther und Melanchthon, Professor an der Akademie in Straßburg
- Johannes Marbach (1521–1581), lutherischer Theologe, Reformator und Konfessionalist
- Johann Jakob Mirgel (1559–1629), Weihbischof in Konstanz
- Alexius Neukomm (1570–1627), Prediger
- Johann Konrad Kreidenmann (1577–1655), Jurist
- Jacob Ernst Thomann von Hagelstein (1588–1653), Maler
- Valentin Heider (1605–1664), Rechtsgelehrter, Verhandlungsführer der protestantischen Städte Süddeutschlands beim Westfälischen Frieden, Stifter des Lindauer Kinderfestes
- Christoph I. von Rad (1628–1710), Kaufmann und kaiserlicher Hof-Juwelier
- Joannis Bodler (1629–1698), Jesuit
- Plazidus Kobolt (1642–1719), Abt der Reichsabtei Ochsenhausen
- Johann Jacob Kees d. Ä. (1645–1705), Kaufmann, kursächsischer Oberpostmeister (Pächter des sächsischen Postwesens in den Jahren 1691–1694 und 1696–1705)
- Theodor Hecht (1650–1720), Buchdrucker
- Maria Madlener († 1730), Magd, letztes Opfer der Hexenverfolgung in Lindau
- Johann Gruber (1762–1851), Kaufmann, Landtagsabgeordneter und Bürgermeister
- Franz Tauber (1801–1873), deutscher Schriftsteller und Dichter
- Friedrich Frey-Herosé (1801–1873), Schweizer Unternehmer, Offizier und Politiker (FDP)
- Friedrich Gruber (1805–1850), Tuchhändler und Bankier
- Albert Kuner (1819–1906), Graveur
- Hermann Lingg, auch: Hermann Ritter von Lingg (1820–1905), Dichter und Schriftsteller
- Carl Friedrich Seutter von Loetzen (1820–1892), Baumwollhändler und Garnfabrikant (Gründer der Fa. Seutter & Co. in Wien), Abgeordneter zum Österreichischen Reichsrat und Kaiserlicher Rat
- Johann Conrad Develey (1822–1886), Senffabrikant (Gründer der Fa. Develey Senf & Feinkost)
- Wilhelm Georg Rapp (1827–1907), politischer Flüchtling, Schriftsteller, Journalist, Publizist
- Georg Friedrich Kinkelin (1836–1913), Geologe, Paläontologe, Mitglied der Senckenbergschen Naturforschenden Gesellschaft in Frankfurt am Main
- Johannes von Widenmayer (1838–1893), Bürgermeister von Lindau, später von München
- Alwin Koch (1839–1919), Klassischer Philologe, Leiter des Progymnasium in Frankenthal/Pfalz
- Friedrich Rechsteiner (1840–1916), Bankier und Konsul
- Gustav Dürr (1853–1908), Industrieller und Erfinder des Dürr-Kessels
- Julie von Quadt-Wykradt-Isny (1859–1925), Schriftstellerin, Klostergründerin
- Moritz zu Hohenlohe-Schillingsfürst (1862–1940), von 1918 bis 1940 Chef des Hauses Hohenlohe-Schillingsfürst
- Alexander zu Hohenlohe-Schillingsfürst (1862–1924), Staatsmann, Publizist
- Paul von Kneußl (1862–1928), bayerischer General der Infanterie
- Siegfried Kallenberg (1867–1944), Komponist
- Adelgunde Prinzessin von Bayern (1870–1958), Tochter von König Ludwig III.
- Albert Jesionek (1870–1935), Dermatologe, Gründer der Hautklinik Gießen
- Maria Prinzessin von Bayern (1872–1954)
- Karl von Bayern (1874–1927), Generalmajor der Bayerischen Armee sowie Mitglied des Bayerischen Reichsrats
- Theodor Schmitt (1875–?), Verwaltungsjurist und Bezirksoberamtmann
- Mathilde Prinzessin von Bayern (1877–1906)
- Celida Sesselmann (1883–1937), Dichterin
- Eugen Maurer (1884–1959), Oberbürgermeister von Solingen (1948–1955)
- Benno Bleyer (1885–1945), Lebensmittelchemiker und Hochschullehrer
- Alfred Otto Stolze (1889–1954), Archivar
- Max Wolf (1889–nach 1954), Jurist, Landrat, Oberregierungsrat
- Wilhelm Göttler (1890–1953), Politiker (CDU/CSU), Landtagsabgeordneter
- Karl Kraus (1895–1967), Organist und Musikpädagoge
- Friedrich Fetzer (1896–1985), Ministerialdirektor, bewahrte Lindau vor Zerstörung im Zweiten Weltkrieg

#### Seit 1901
- Frieda Fronmüller (1901–1992), Kirchenmusikdirektorin in Fürth, Komponistin
- Wolf Panizza (1901–1977), Maler und Bühnenbildner
- Franz Reible (1901–unbekannt), Kommunalpolitiker
- Wilhelm Seutter von Lötzen (1901–1982), bayerisch-monarchistischer Widerstandskämpfer während des Nationalsozialismus
- Hans Christoph Freiherr Tucher von Simmelsdorf (1904–1968), Banken- und Industriejurist, Verwaltungsrat des Germanischen Nationalmuseums
- Clemens Kalischer (1921–2018), deutsch-amerikanischer Fotograf
- Franz Thorbecke (1922–2011), Luftbildfotograf
- Karl-August Keil (1925–2021), Mathematiker
- Franz Knöpfle (1926–2013), Jurist und Hochschulpolitiker, Präsident der Universität Augsburg
- Peter Georg Mezger (1928–2014), Astronom, Direktor am Max-Planck-Institut
- Honest Schempp (1932–2019), Kunstmaler und Autor
- Ruth Schlette (1933–2024), Historikerin, Autorin und Aktivistin
- Albert Jeck (* 1935), Volkswirt und Hochschullehrer
- Werner Rathmayer (1937–2003), Biologe und Hochschullehrer
- Dieter Krieg (1937–2005), Maler
- Karl Oskar Illmensee (* 1939), Biologe
- Gerd Egger (* 1943), Judoka, Teilnehmer der Olympischen Spiele 1972
- Manfred Eicher (* 1943), Gründer des Jazzlabels ECM
- Helga Karin Hiersemenzel (1943–2023), Politikerin
- Florian Fricke (1944–2001), Musiker
- Udo Reiter (1944–2014), Journalist, Intendant des Mitteldeutschen Rundfunks
- Robert Kudielka (* 1945), Kulturwissenschaftler
- Karl-Heinz Mrosko (1946–2019), Fußballspieler und -trainer
- Margot Queitsch (* 1946), Politikerin (SPD)
- Christa Näher (* 1947), Künstlerin
- Stephan Becker (1949–2019), Psychoanalytiker und Autor
- Nikolaus Brass (* 1949), Komponist
- Sophinette Becker (1950–2019), psychoanalytische Psychotherapeutin und Sexualwissenschaftlerin
- Dieter Gebhard (* 1952), Leichtathlet und Bobfahrer
- Bernd Mey (* 1961), Architekt
- Rudi Spring (* 1962), Komponist, Pianist und Musikpädagoge
- Albrecht Zauner (* 1962), Bildhauer
- Peter Bamler (* 1964), Schauspieler, Regisseur und Hörspielsprecher
- Marc Hindelang (* 1967), Fernsehjournalist
- Patrick Wind (* 1968), Tonmeister, Produzent und Komponist
- Klaus Schweinsberg (* 1970), Journalist und Wirtschaftswissenschaftler
- Elisabeth Steiner (* 1970), Juristin, Richterin am Bundesverwaltungsgericht
- Tobias C. Bringmann (* 1970), Historiker und Verbandsfunktionär
- Achim Kemmerling (* 1973), Politikwissenschaftler, Ökonom und Hochschullehrer
- Boje Arndt Kiesiel (* 1973), Maler und Objektkünstler
- Thomas Brüchle (* 1976), Behindertensportler
- Christopher Doll (* 1976), Filmregisseur, Regieassistent und Filmproduzent
- Thomas Andergassen (* 1980), Kunstturner
- Verena Bentele (* 1982), Biathletin und Skilangläuferin, Politikerin (SPD)
- Isabell Ege (* 1984), Schauspielerin
- Leonie Stade (* 1988), Regisseurin, Produzentin und Autorin
- Valeria Kleiner (* 1991), Fußballspielerin
- Janina Minge (* 1999), Fußballspielerin

### Personen mit Beziehung zur Stadt
- Amalia von Reischach (1447–1531), von 1491 bis 1531 Fürstäbtissin des Kanonissenstifts
- Caspar Stromayr (16. Jahrhundert), Chirurg und Augenarzt
- Ambrosius Blarer (1492–1564), evangelischer Pfarrer und Kirchenlieddichter, Reformator in Lindau um 1528
- Daniel Heider (1572–1647), Jurist und Rechtshistoriker
- Bartholomäus Aich (17. Jahrhundert), Organist und Komponist
- Johannes Werlin (1620–1675), Komponist, ab 1636 als Lehrer und Musiker in Lindau
- Johann Jacob Heber (1666–1724), Geodät, Kartograph und Zeichner der ersten Karte des Fürstentums Liechtenstein
- Therese Wilhelmine von Pollheim-Winkelhausen († 1757), 1743–1757 Fürstäbtissin des Kanonissenstifts Lindau
- Jacob Hermann Obereit (1725–1798), Wiederentdecker der Nibelungenhandschrift C
- Elisabeth von Ardenne (1853–1952), Vorbild für Theodor Fontanes Romanfigur Effi Briest
- Sophie Burger-Hartmann (1868–1940), Malerin, Bildhauerin und Kunsthandwerkerin
- Gustav Weng (1869–1945), Schriftsteller
- William Becher (1898–1969), Dichter, lebte von 1918 bis 1969 hier
- Ernst Speer (1889–1964), Psychiater, Gründer der Lindauer Psychotherapiewochen
- Rudolf Schmidt-Dethloff (1900–1971), Kunstmaler
- Felix Wankel (1902–1988), Erfinder das Kreiskolbenmotors („Wankelmotor“)
- Claus Grimm (1904–1987), Historiker, Lehrer und Archivar in Lindau
- Martin Walser (1927–2023), Schriftsteller
- Friedrich-Wilhelm Marquardt (1928–2002), später Professor für Evangelische Theologie, absolvierte in Lindau sein Vikariat
- Peer Brensing (* 1946 in Düsseldorf), Schauspieler, Dramaturg und Theaterregisseur
- Werner Mang (* 1949), HNO-Arzt („Schönheitsoperationen“)
- Andreas von Bechtolsheim (* 1955), Informatiker, einer der Gründer von Sun Microsystems; legte sein Abitur am Bodensee-Gymnasium Lindau ab
- Rainer Rothfuß (* 1971), Geograph und Politiker (AfD), Mitglied des Stadtrats von Lindau, MdB
- Heiko Ruprecht (* 1972), Schauspieler, wuchs in Lindau auf

## Filme über Lindau
- Lindau im Winter. Dokumentation. Filmautorin Birgit Eckelt, Deutschland 2006. Gezeigt im Dritten Fernsehprogramm des BR am 30. Januar 2011, 15:15–16:00 Uhr.

### Geschichte
- Karl Wolfart (Hrsg.): Geschichte der Stadt Lindau im Bodensee. Stettner, Lindau 1909 (online in der openlibrary).
- Georg Kugler: Ev. Stadtpfarrkirche St. Stephan Lindau im Bodensee (= Kleine Kunstführer Nr. 1528). 1. Auflage. Schnell & Steiner Verlag, München/Zürich 1985.
- Karl Bachmann: Chronologische Geschichte Lindaus. Von den Anfängen bis zur Gegenwart. In: Museumsverein Lindau (Hrsg.): Neujahrsblatt. 45, Lindau 2005.
- Manfred Ott: Historischer Atlas von Bayern, Teil Schwaben. Reihe I, Heft 5: Lindau. München 1968 (Digitalisat).
- Otto Mayr: Die schwedische Belagerung der Reichsstadt Lindau 1647. Der Dreißigjährige Krieg am Bodensee und in Oberschwaben. Allitera Verlag, München 2016, ISBN 978-3-86906-888-6.
- Lindau am Bodensee, Schwaben, Bayern. In: Meyers Gazetteer (mit Eintrag aus Meyers Orts- und Verkehrslexikon, Ausgabe 1912, sowie alter und neuer Landkarte der Umgebung von Lindau am Bodensee).

### Baudenkmäler/Architektur
- Adam Horn, Werner Meyer u. a.: Die Kunstdenkmäler von Lindau (Bodensee). Lindau 1955, S. 60 ff. (Sonderdruck aus: Adam Horn, Werner Meyer: Stadt und Landkreis Lindau. In: Die Kunstdenkmäler von Bayern. Oldenbourg, München 1954).
- Christof Spuler, Werner Dobras: Lindauer Stadt- und Kunstführer. Verlag Friedrich Stadler, Konstanz 1984, ISBN 3-7977-0072-S.
- Michael Petzet: Denkmaltopographie Bundesrepublik Deutschland: Denkmäler in Bayern. Band 7, 1986, ISBN 3-486-52398-8, S. 274ff.
- Werner Dobras, Markus Weis: Münster Unserer Lieben Frau Lindau (Bodensee). 3., aktualisierte Auflage. Kunstverlag Josef Fink, Lindenberg im Allgäu 2017, ISBN 978-3-931820-05-3 (Verlagsinformationen).
- Förderverein Cavazzen e. V. in Zusammenarbeit mit dem Kulturamt Lindau (Hrsg.), Barbara Reil, Heiner Stauder: Das Haus zum Cavazzen – Monument einer bewegten Kultur in Lindau (Bodensee). 2. Auflage. Kunstverlag Josef Fink, Lindenberg im Allgäu 2022, ISBN 978-3-95976-005-8 (Verlagsinformationen).